# Jugend-Europahaus

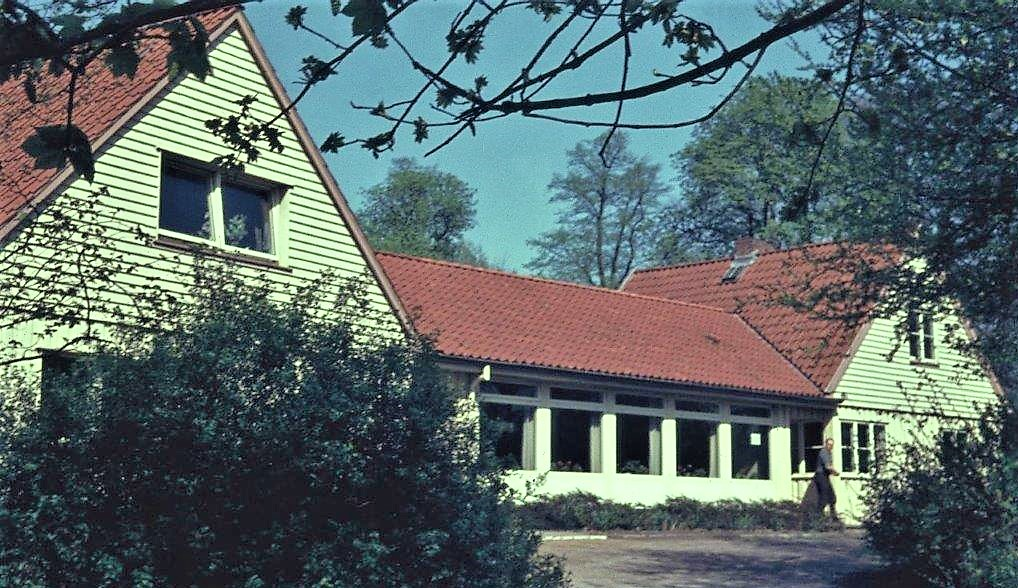
Jugend-Europa-Haus Hamburg in seiner endgültigen Gestalt 1964. Blick von Süden.

Das Jugend-Europahaus (JEH) war die erste Jugend-, Freizeit- und Tagungsstätte in Hamburg nach dem Zweiten Weltkrieg. Vom Frühjahr 1951 bis zum Sommer 1967 diente das Haus als kulturelle „Friedens- und Versöhnungsstätte“ der Betreuung von Kindern und Jugendlichen sowie der Bildungs- und Tagungsarbeit mit Erwachsenen aus Deutschland, Dänemark und anderen westeuropäischen Ländern. Es war zugleich die erste bilateral betriebene und geförderte Einrichtung in der Stadt. Durch das Haus sollte die Zusammenarbeit zwischen den Völkern, insbesondere zwischen Dänemark und Deutschland gefördert werden, vor allen Dingen unter der europäischen Jugend. Mit der Arbeit im Jugend-Europahaus wurde ein bedeutender Beitrag für einen erfolgreichen Wiederaufbau internationaler kultureller Strukturen in Hamburg und zur kulturellen Versöhnung zwischen der dänischen und der deutschen Jugend geleistet.

## Geschichte
Die Lebenssituation in Hamburg nach dem Zweiten Weltkrieg, das durch Flächenbombardements 1943 weitgehend zerstört wurde, war dramatisch. Uwe Schmidt beschreibt sie eindringlich für einen zentralen Hamburger Stadtteil:

„[Kinder] wohnen in Nissenhütten, Wellblechbaracken, die, zu Lagern gehäuft, inmitten der Trümmerfelder liegen. […] Etwa 160 Kinder wohnen in Kellern von Ruinen und in ausgebombten Resthäusern und Garagen, andere leben in winterfest gemachten Gartenlauben. Fast die Hälfte der Kinder hat kein eigenes Bett. Noch im Jahr vor der Währungsreform wohnten nur 32,8 Prozent der Hamburger Schülerinnen und Schüler mit ihren Familien in einer eigenen Wohnung, 46 Prozent hatten kein eigenes Bett. Zum Teil lebten zehn Personen in einem Raum. Wer nicht ausgebombt war, hatte in der eigenen Wohnung fremde Zwangseinquartierung und war auf engstem Raum zusammengedrängt, denn als zusätzliche Stadtmitbewohner kamen zehntausende von Flüchtlingen aus dem Osten nach Hamburg. […] Kinder und Jugendliche erlebten als „Normalität“ des Alltags Langeweile, Zerstörung, Diebstahl und Schwarzhandel. Fast alles, worüber Kinder sich freuen, war nicht mehr vorhanden. Spielen konnte man vielerorts nur in Trümmerhalden. Der Sinn für eine geregelte Ordnung des Lebens war weitgehend abhanden gekommen. Die furchtbaren Wohnverhältnisse führten bei geringfügigen Anlässen zu Streit und auch körperlichen Auseinandersetzungen. Sich Kohlen oder Holz zu klauen, wo man sie bekommen konnte, wurde als Kavaliersdelikt angesehen. Jugendliche in großen Scharen, aber auch Erwachsene […] erkletterten Kohlenzüge, um Brennmaterial zu stehlen und dieses nach Hause zu schleppen. […] Öffentliche Anlagen und Parks wurden durch Abholzung geplündert, öffentliche Bänke abmontiert, um sie zu verheizen.“

Im zerbombten Innenstadtbereich gab es Wohnviertel, in denen auch alle Schulen vollständig zerstört waren. In der knappen Hälfte aller Hamburger Schulen konnte im Herbst 1945 der Unterricht nicht wieder aufgenommen werden. Zudem wurde die unterrichtslose Zeit nach dem Krieg um fünf Monate bis März 1946 verlängert, weil die Schulen auf Anordnung der Militärregierung vorläufig geschlossen blieben. Manche Schulen konnten nicht für ihren eigentlichen Zweck genutzt werden, weil in ihnen Militär untergebracht war. Für die Kinder bedeutete das, dass es neben dem Ausfall des schulischen Lernens auch keine geregelten Tagesabläufe mit einer vorgegebenen Ordnung und kein soziales Leben, wie es im Klassenverband stattfinden kann, mehr gab. Der daraus drohenden körperlichen, psychischen und moralischen Verwahrlosung musste sich nicht nur die Schule in den Folgejahren entgegenstellen. Nachdem der Schulbetrieb wieder aufgenommen worden war, sah allerdings vor allem in den Schulen Am Pachthof 15 und 17 in Hamburg-Horn nahe dem Blohms Park die tägliche Schulsituation erbärmlich aus, weil u. a. polnische Armeeangehörige in der Schule Am Pachthof 15 einquartiert gewesen waren und bei ihrem Abzug manche Teile der Ausstattung mitgenommen hatten. Zudem war die Raumknappheit auch dadurch immens, dass die noch während der letzten Kriegsjahre beschlagnahmten und fremd genutzten Räume der Schulen auch weiterhin für den Publikumsverkehr (Postamt, Fahrradhändler, Schuhmacher, Friseur) geöffnet waren.

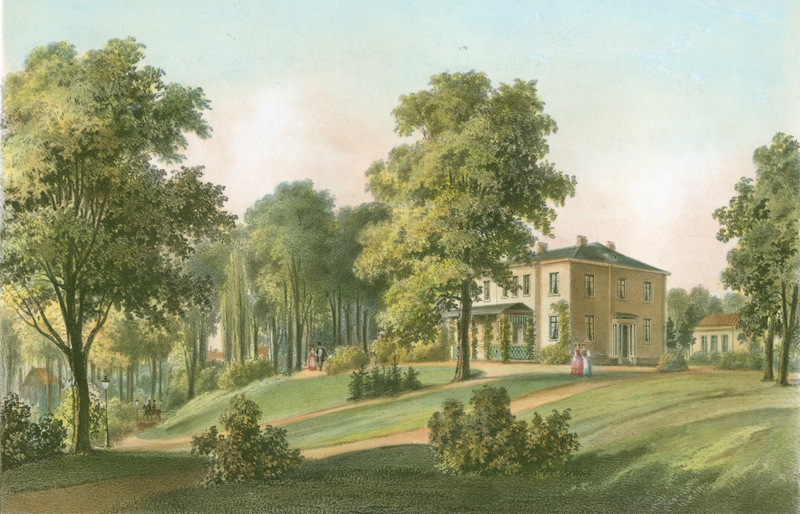
Blohmspark (1845)

Zwischen 1945 und 1950 besuchte der dänische Pfarrer, Schriftsteller und Journalist Karl Nielsen mehrmals Deutschland und insbesondere Hamburg. Hier lernte er die Not der Menschen und erste Schritte zum Wiederaufbau der Stadt kennen. Von 1948 bis 1951 arbeitete Nielsen in Kopenhagen als Redakteur der Zeitschrift „Kontakt“ (erschienen 1948–2005), die von Mellemfolkeligt Samvirke (MS) (Zusammenarbeit zwischen den Völkern), einer dänischen Hilfsorganisation, veröffentlicht wurde. Mellemfolkeligt Samvirke erhielt ein Holzhaus als Geschenk norwegischer Friedensfreunde für die Unterstützung, die diese im damals besetzten Norwegen erfahren hatten. Ursprünglich sollte das Haus nach Jugoslawien geschickt werden, politische Umstände verhinderten dies aber. In dieser Situation entstand die Idee, das Haus in Hamburg aufzustellen und dort eine Jugendeinrichtung zu organisieren – das spätere Jugend-Europahaus –, das mit vorerst bescheidenen Möglichkeiten seinen Beitrag zur Unterstützung der Jugendlichen und der Kinder leisten sollte. Die Idee war ein gemeinsames Werk von Karl Nielsen und Heinrich Carstens, dem Vorsitzenden von International Voluntary Service (IVS) in Deutschland, der das Projekt begeistert förderte. Er hatte schon früh Kontakte zu MS bzw. ihrer Vorläuferorganisation aufgebaut und war ein enthusiastischer Fürsprecher für eine dänisch-deutsche Zusammenarbeit. Die beiden Männer begleiteten tatkräftig auch die Verwirklichung dieser Idee.
Das Haus sollte nach einem längeren Findungsprozess im Blohms Park auf den Fundamenten der 1943 zerbombten Blohmschen Villa errichtet werden. Die Villa, ein imposantes Landhaus, das in seiner ersten Gestalt 1834 fertiggestellt wurde, gehörte im Laufe der Zeit mehreren Industriellen. Am längsten, von 1875 bis 1916, gehörte sie dem Hamburger Kaufmann Ludwig Friedrich Blohm (1837–1911), dem Bruder von Hermann Blohm, was zur Etablierung des Namens „Villa Blohm“ im Blohms Park führte. Der letzte Besitzer des Hauses bis zu dessen Zerstörung war die Kreisleitung V der NSDAP. Hier war bis 1945 auch die Hitlerjugend untergebracht gewesen.

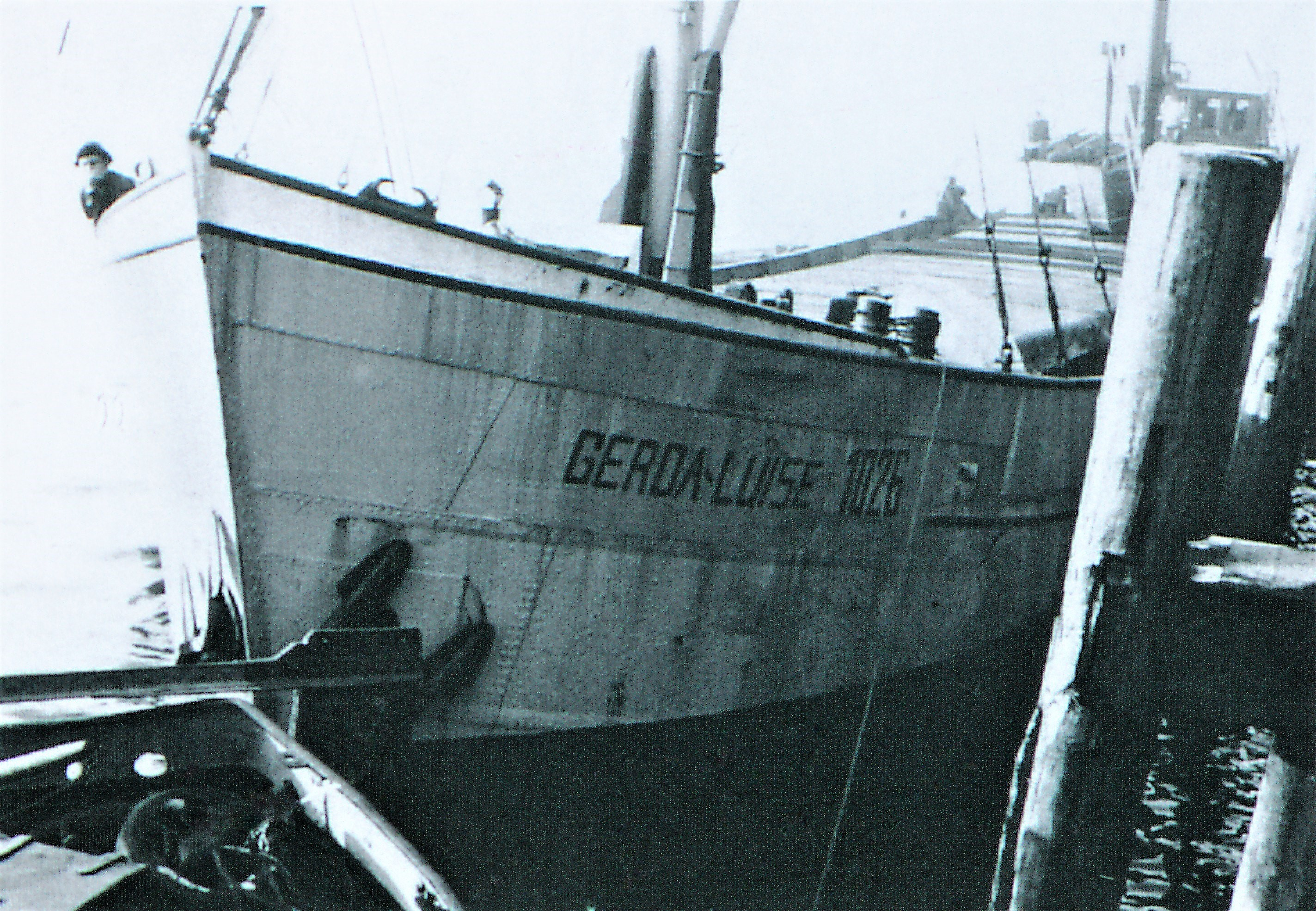
Küstenmotorschiff Gerda Luise mit dem zerlegten Holzhaus im Holzhafen des Hamburger Hafens (1950)
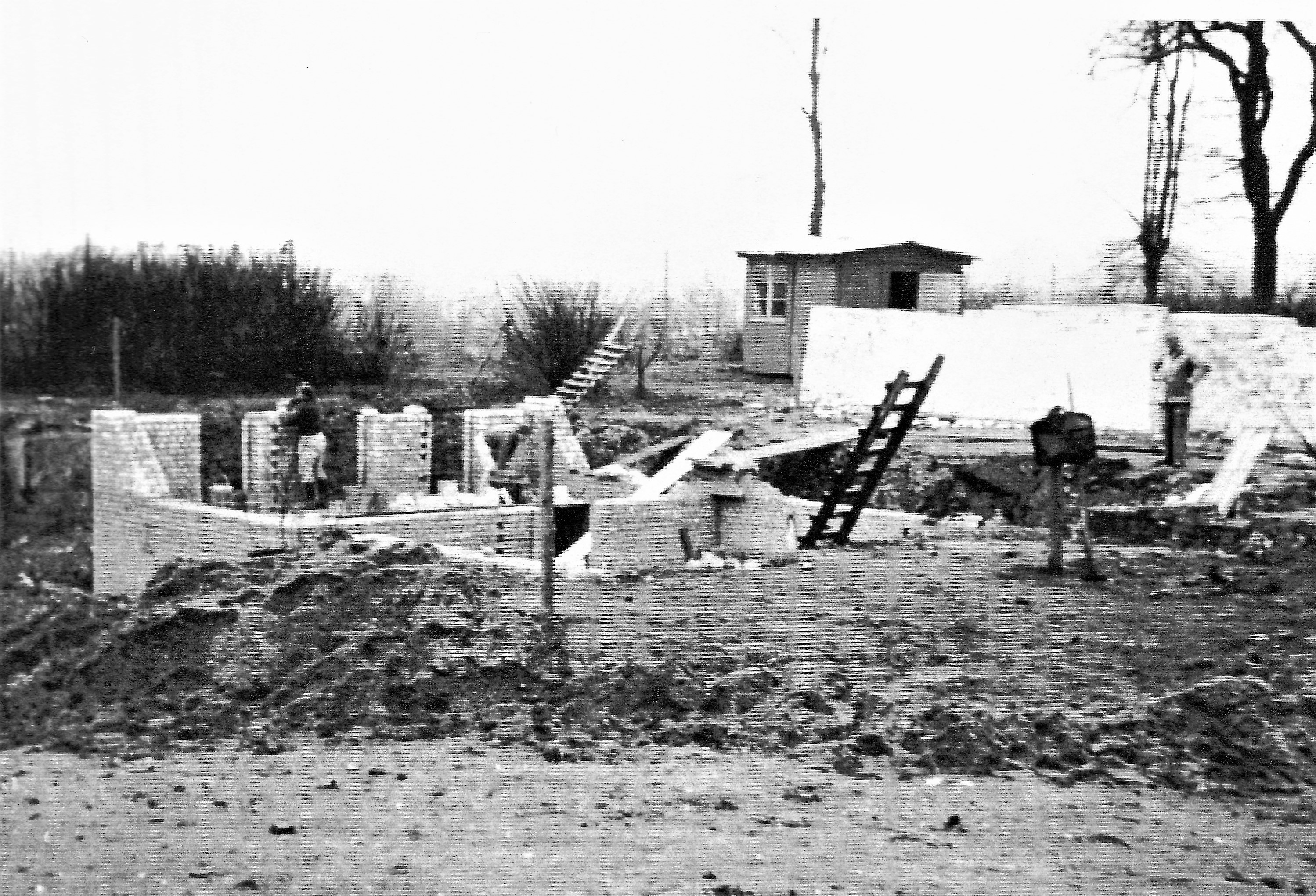
Fundament- und Kellerarbeiten am Jugend-Europahaus (November 1950)
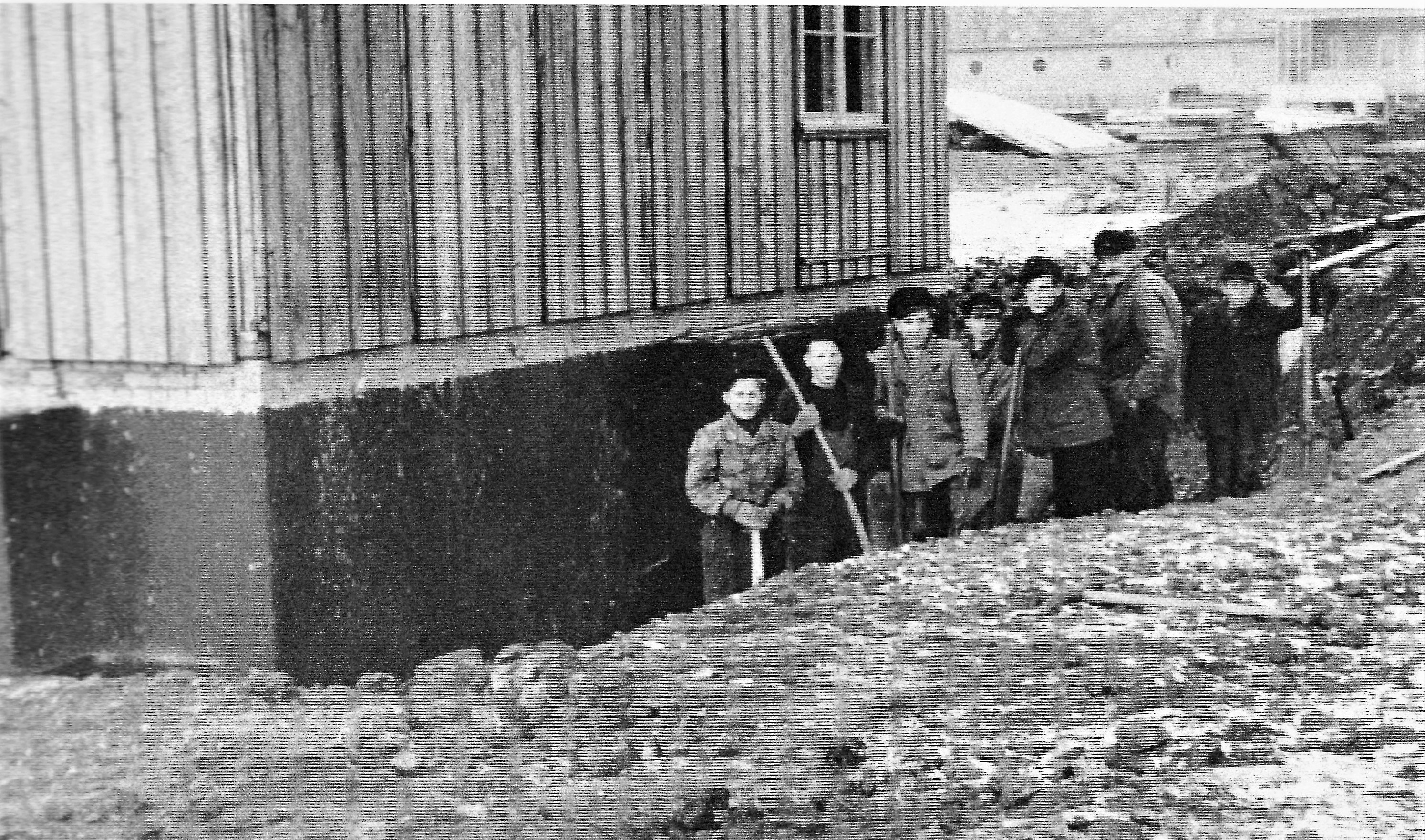
Das Holzhaus vor der Vollendung (1951)
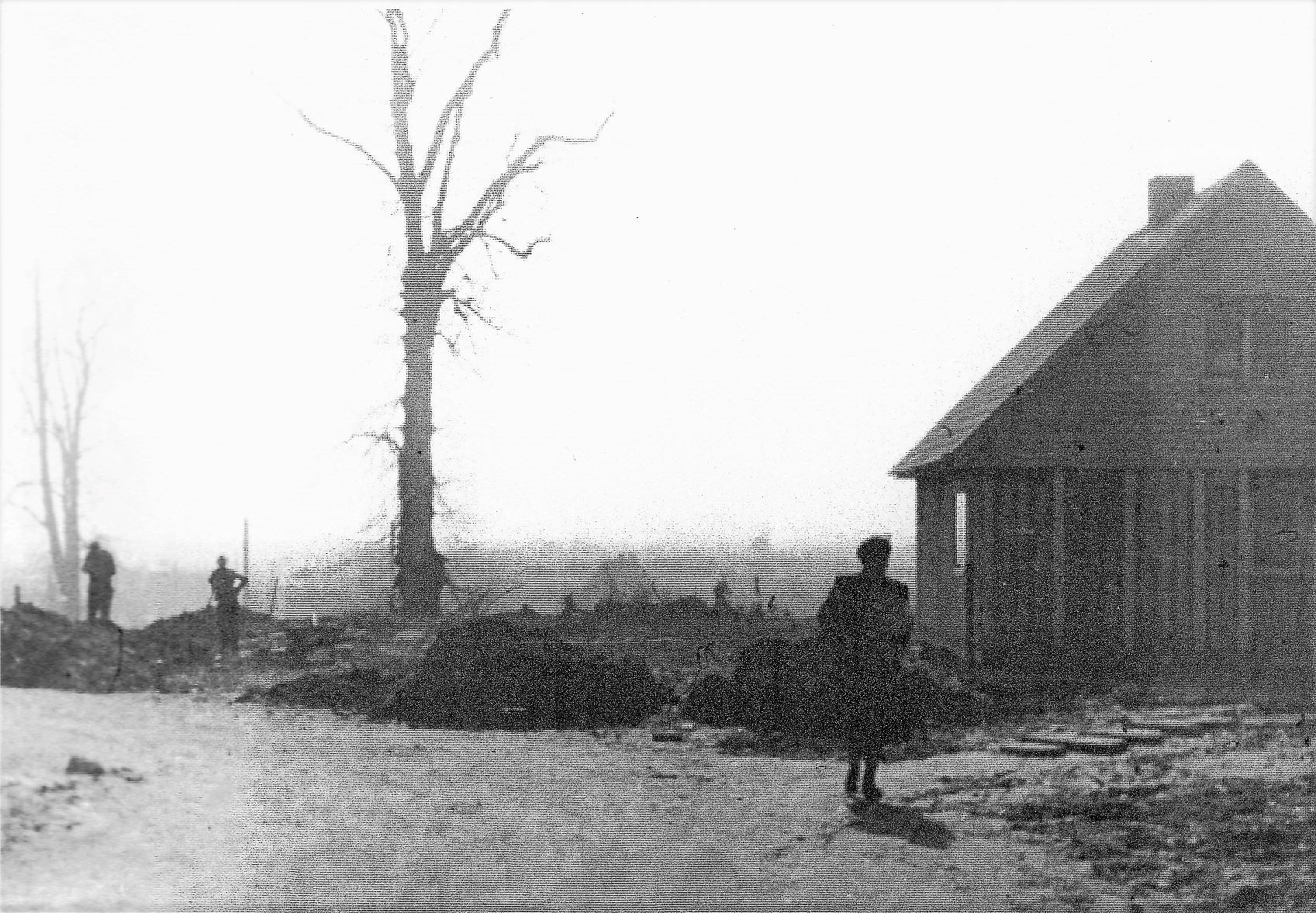
Das fertige Norwegerhaus steht im weitgehend abgeholzten Blohms Park (1950)
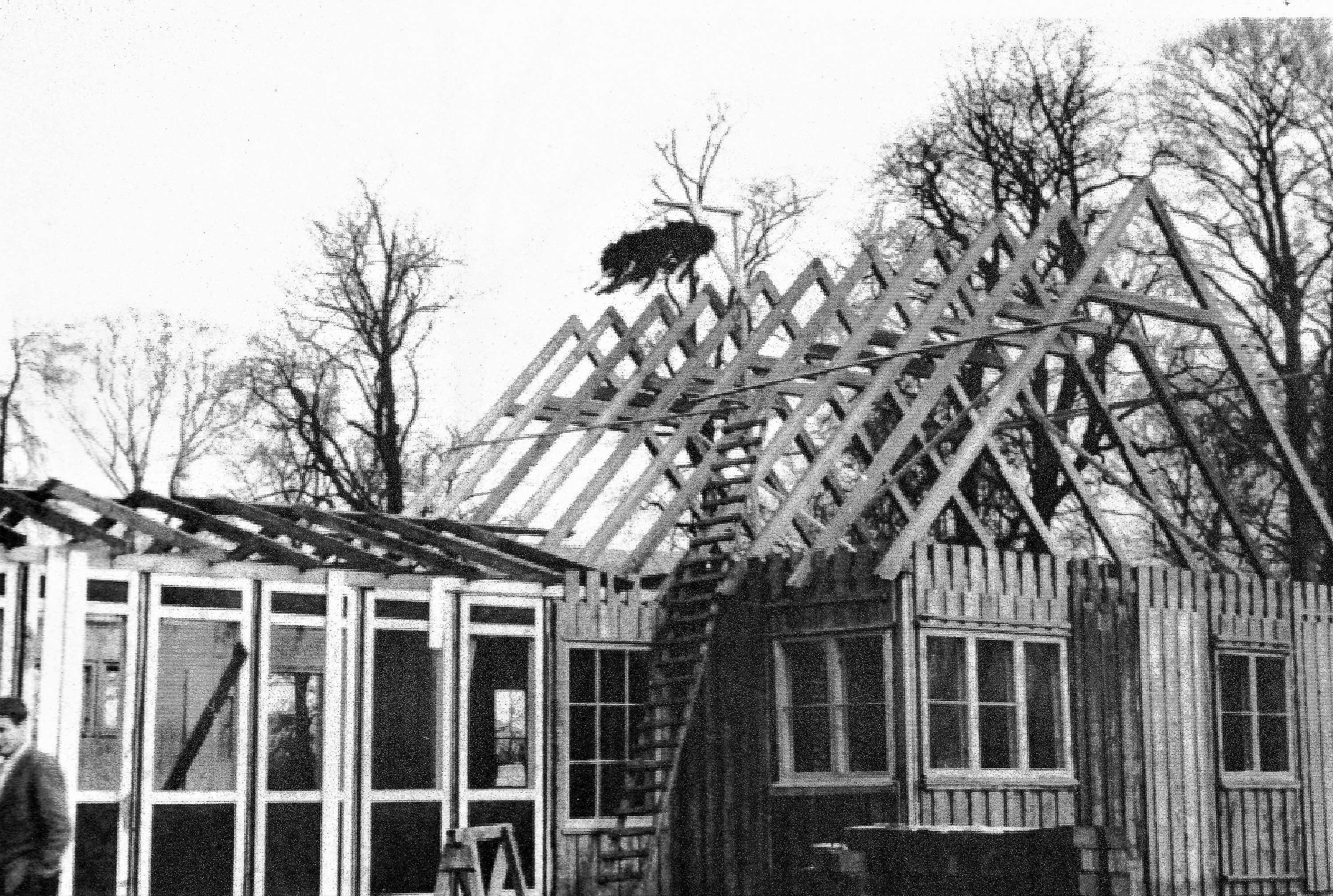
Richtfest von Haus und Saalanbau (Dezember 1950)
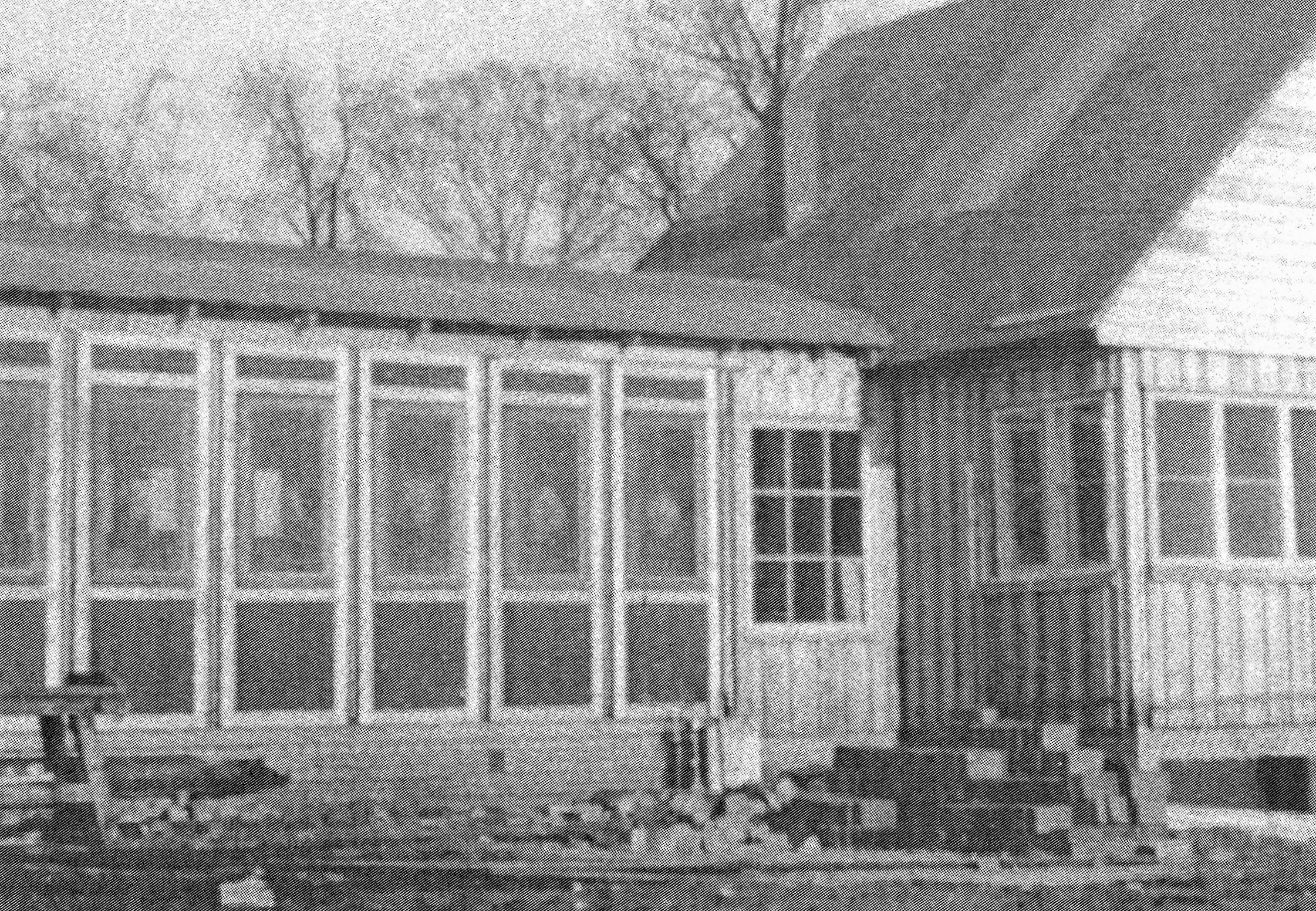
Jugend-Europahaus. Norwegerhaus mit Saalanbau (März 1951)

Bereits im Frühjahr 1950 wurden die Reste der Villa gesprengt und entfernt. Im Herbst begannen die Vorbereitungen für den Aufbau des zukünftigen Jugend-Europahauses. Teile der ehemaligen Kellerräume der alten Villa wurden für den Keller des neuen Hauses freigelegt. Im November wurden neue Grundmauern errichtet. Mellemfolkeligt Samvirke organisierte inzwischen den Transport des norwegischen Holzhauses nach Hamburg. Das in Norwegen in seine Bauteile zerlegte Haus wurde Anfang Dezember 1950 mit dem Küstenmotorschiff „Gerda Luise“ nach Hamburg gebracht. Den Transport vom Hafen zum Blohms Park organisierten freiwillige Helfer. Den Aufbau des Hauses leisteten diese Helfer unter der Leitung eines dänischen Zimmermanns ebenfalls. Das Haus wurde so positioniert, dass die Giebel in West-Ost-Richtung lagen, der Eingang befand sich auf der zum Park hin weisenden Ostseite. Außerdem wurde ein Anbau an das Haus geplant.
Unmittelbar an der Ostseite des Hauses, unter dem Eingang befand sich zuvor ein etwa 8 Meter tiefer Brunnenschacht des ehemaligen Ziehbrunnens der Blohmschen Villa mit einem Querschnitt von 1 m × 1,5 m. Da dieser Brunnen seit dem Anschluss der Villa an die städtische Wasserversorgung 1874 nicht mehr benutzt worden war, waren dessen gemauerte Wände stark von Hausschwamm befallen. Um den Brunnen wieder nutzbar zu machen, hätte er nur mit giftigen Mitteln bekämpft werden können, was zu einer Gefährdung der Arbeiter und zu einer Bauverzögerung geführt hätte. Der Brunnenschacht wurde daher zugeschüttet und mit einer Betonplatte abgedeckt. Nach dem Abschluss dieser Vorarbeiten konnte das Haus relativ zügig aufgestellt werden.
Unter der Leitung des jungen Architekten Jürgen Karsten, wurde bereits im Frühjahr 1951 der geplante eingeschossige Anbau errichtet, in dem sich der sogenannte Saal befand. Der Eingang zum Haus wurde in die Mitte dieses Saalanbaus verlegt und der bisherige Eingang zum Durchgang in den Saalanbau umgestaltet. Der zugeschüttete Brunnenschacht befindet sich seither unter diesem Übergang.
Noch im Dezember 1950, kurz vor Weihnachten, wurde Richtfest gefeiert. Im Januar 1951 waren auch die Innenausbauten weitgehend abgeschlossen. Am 1. März 1951 fand die Eröffnungsfeier statt und das Haus konnte seiner Bestimmung übergeben werden.
Es ist bezeichnend, dass das Jugend-Europahaus auf den Fundamenten eines Hauses aufgebaut wurde, in dem zuletzt vor seiner Zerstörung u. a. die Hitlerjugend – eine Organisation, die in ganz anderem Geiste mit Jugendlichen arbeitete – residiert hatte. Karl Nielsen wurde mit der Leitung der neuen Einrichtung, der eine große Aufgabe aufgeladen worden war, betraut, und er hatte dieses Amt bis zur Auflösung der Einrichtung inne.
Durch die allmähliche Ausweitung der Aktivitäten und die wachsende Anzahl der Besucher Mitte der 50er Jahre zeigte sich die Notwendigkeit, das Haus zu erweitern. Diese dringend erforderliche bauliche Erweiterung wurde 1958/59 als Anbau an der Ostseite des Saals und im gleichen Stil wie das ursprüngliche norwegische Holzhaus ausgeführt. Die detaillierten Pläne für die Errichtung des Anbaus lieferte der dänische Architekt Jens Dall aus Aabenraa. Die Arbeiten für diesen Erweiterungsbau wurden, wie bereits 1950 für den Saal-Anbau, ebenfalls von Jürgen Karsten geleitet. Bei der Einweihung der Erweiterung bezeichnete 1959 der Leitende Regierungsdirektor der Jugendbehörde Hamburg, Raloff, das Haus mit der darin geleisteten Arbeit als „ein Juwel unter den Jugendhäusern“ der Stadt.
Karl Nielsen hatte schon früh die Idee, das Jugend-Europahaus zu einem Vorbild für Kulturzentren in Europa zu entwickeln und diese in einen lebendigen Austausch miteinander zu bringen. Mangels finanzieller Ressourcen wurde diese Vision vom „Zentrum eines Netzwerks europäischer Kulturzentren […] (jedoch) nicht verwirklicht“.

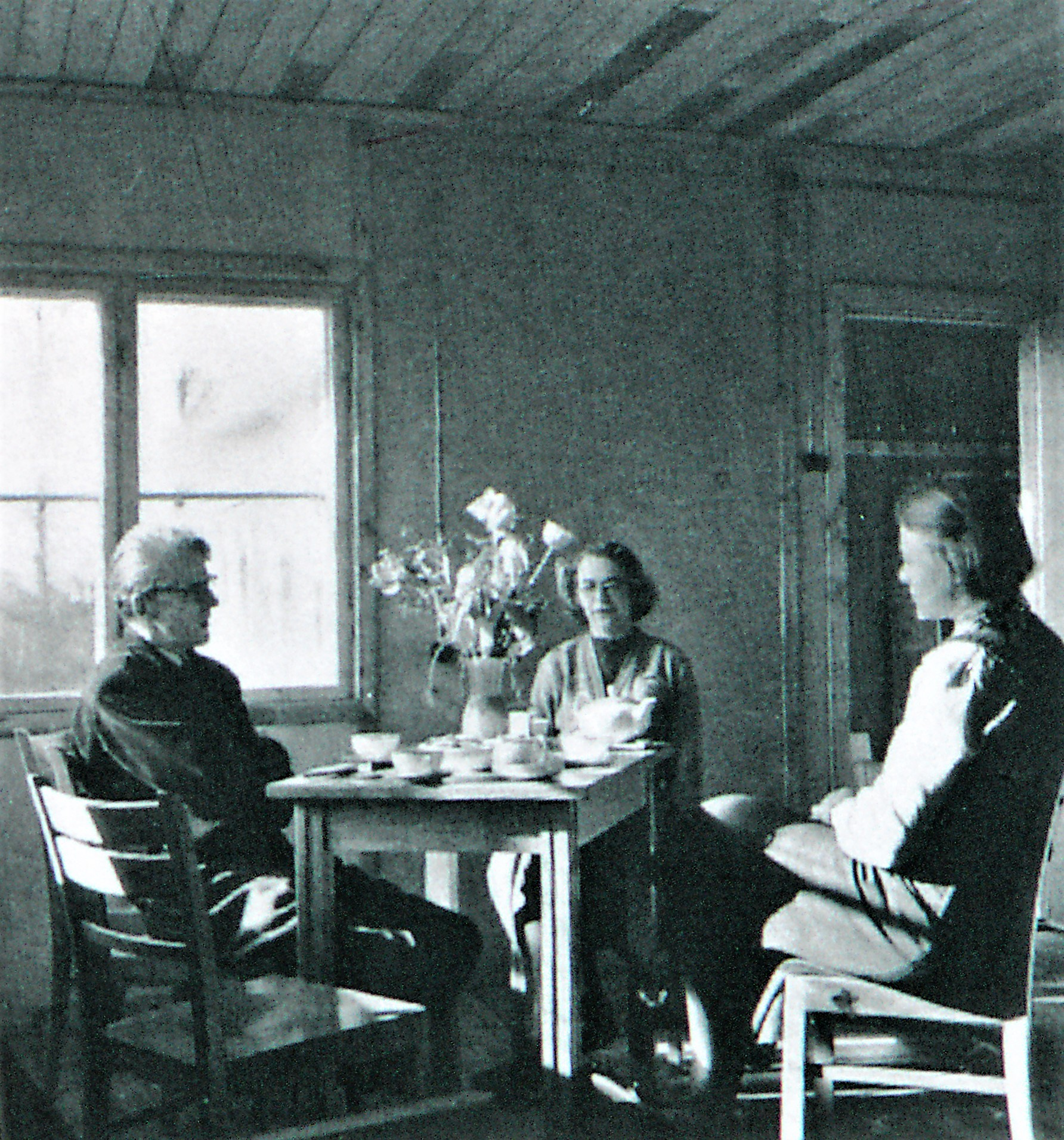
Jugend-Europahaus – Karl Nielsen und Mitarbeiterinnen (1951)

Nach der erfolgreichen Einrichtung von Häusern der Jugend in Hamburg-Horn und in allen anderen Hamburger Bezirken in den 60er Jahren wurde die Kinder- und Jugendarbeit im Jugend-Europahaus in Absprache zwischen der Jugendbehörde Hamburg und dem dänischen Ministerium für Kulturelle Angelegenheiten 1967 aufgegeben. Im Mai 1967 ging Karl Nielsen in den Ruhestand. Am 10. Dezember 1967 fand im Jugend-Europahaus die Abschiedsfeier für ihn und mit ihm statt. Zwischen Mai und Ende Dezember wurde das Haus von Inge Iwan verwaltet. Jugendarbeit und Tagungen gab es aber nicht mehr. Zum 31. Dezember 1967 wurde die Arbeit des Hauses endgültig eingestellt. Ab dem 1. Januar 1968 diente das Gebäude als Sitz der 1967 gegründeten Dänisch-Deutschen Akademie, die die Tagungsarbeit unter ihrem neuen Leiter Børge Møllgaard Madsen (1920–1975) mit dem bisherigen Trägerverein „Jugend-Europahaus e. V.“ und mit neuen Themenstellungen fortführte. Zum 1. Januar 1970 übernahm Carl Nyholm die Leitung der Akademie, der er bis zu ihrer Auflösung am 31. Dezember 1999 vorstand.
In Zusammenhang mit der Auflösung der Akademie, wurde in der Jugendbehörde in Hamburg überlegt, wie das Haus danach genutzt werden könnte. Eine der Ideen, die aber nicht realisiert wurde, sah vor, das Haus als Jugendherberge zu nutzen. Im Endeffekt stand es dann eine Zeit lang leer, bis es vom Verein „Beschäftigung + Bildung e. V.“ (heute: B+B Beschäftigung und Bildung gGmbH) als „JuWo-Haus im Park“ für Jugendwohngruppen umgebaut und für diesen Zweck von Oktober 2010 bis Ende Dezember 2019 genutzt wurde. Ab April 2020 wurden in dem Haus als Notunterkunft vorübergehend während der Covid-19-Pandemie durch den Kreisverband Hamburg-Altona und Mitte des Deutschen Roten Kreuzes obdachlose Frauen untergebracht. Seit dem 7. Oktober 2022 ist das umgebaute Haus als „Residenz im Park“ ein Haus für Schutz suchende Mütter und ihre Kinder.

## Das Gebäude

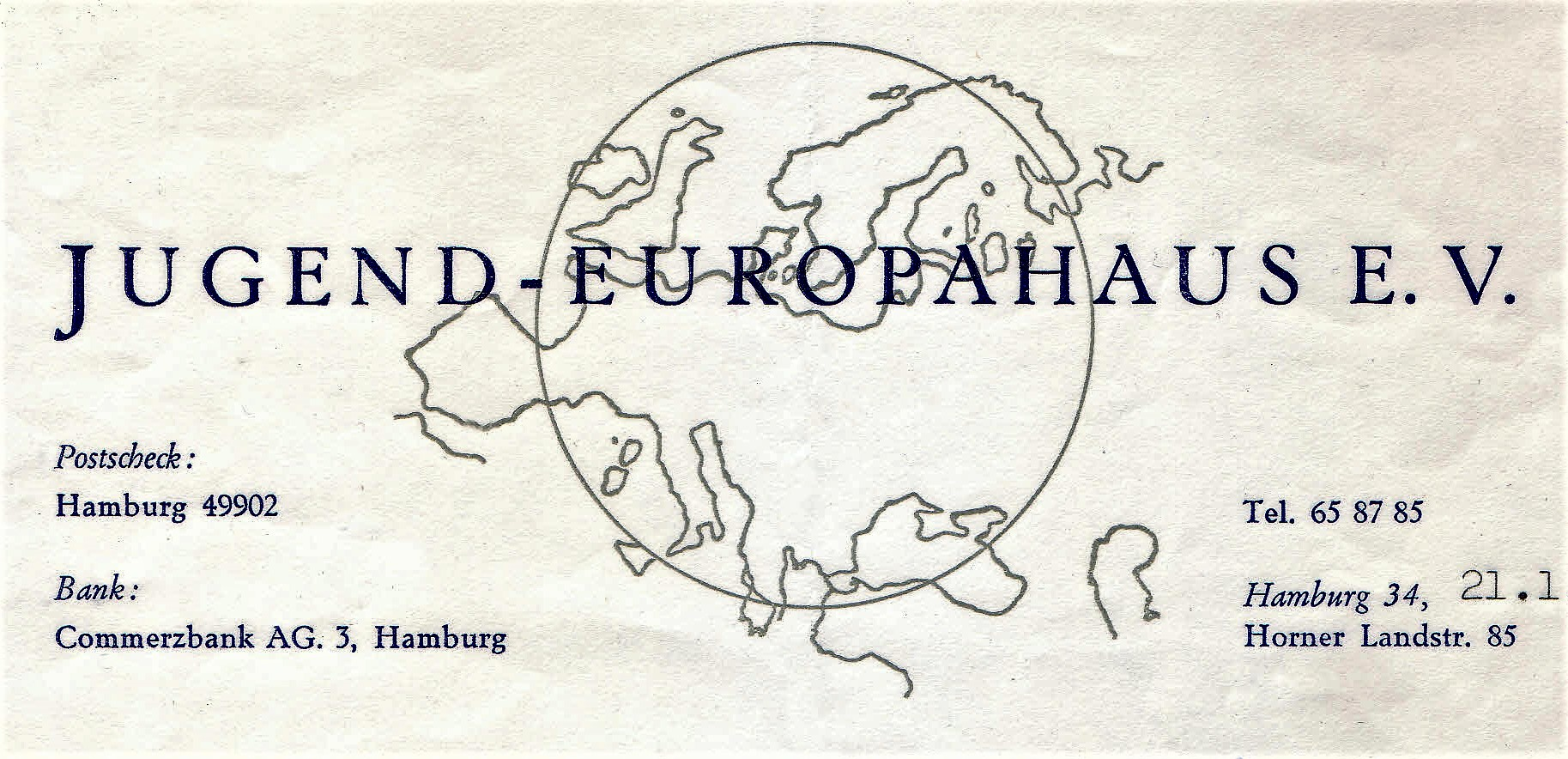
Briefkopf des Jugend-Europahauses (1951–1967)

Das norwegische Holzhaus, als erstes Gebäudeteil des Jugend-Europahauses, entspricht vom Stil her einem Siedlungshaus. Es besteht aus Erdgeschoss und Dachgeschoss mit Dachschrägen. Darin befinden sich im Erdgeschoss mehrere Zimmer, eine Küche und ein Wirtschaftsraum. Einer dieser Räume wurde als Büro und Arbeitszimmer des Leiters, die beiden anderen zur Betreuung von Kindergruppen bzw. als Lese- und Gesprächsräume für die Jugendlichen genutzt. Die Wohnung des Leiters, die aus einem Wohn- und kleinem Schlafraum und einem Lesezimmer bestand, befand sich im Dachgeschoss. In den Kellerräumen gab es einen Waschraum, Toiletten und Duschen. Außerdem befanden sich dort Räume, die später von speziellen, zum Teil wechselnden Interessengruppen genutzt wurden. Der an der Ostseite angeschlossene Saal-Anbau, der nur aus einem großen Raum bestand, diente den verschiedensten Aktivitäten und war zugleich der Tagungsraum. Er bot Platz für 30–40 Personen. Hier war auch der Haupteingang zum Haus.

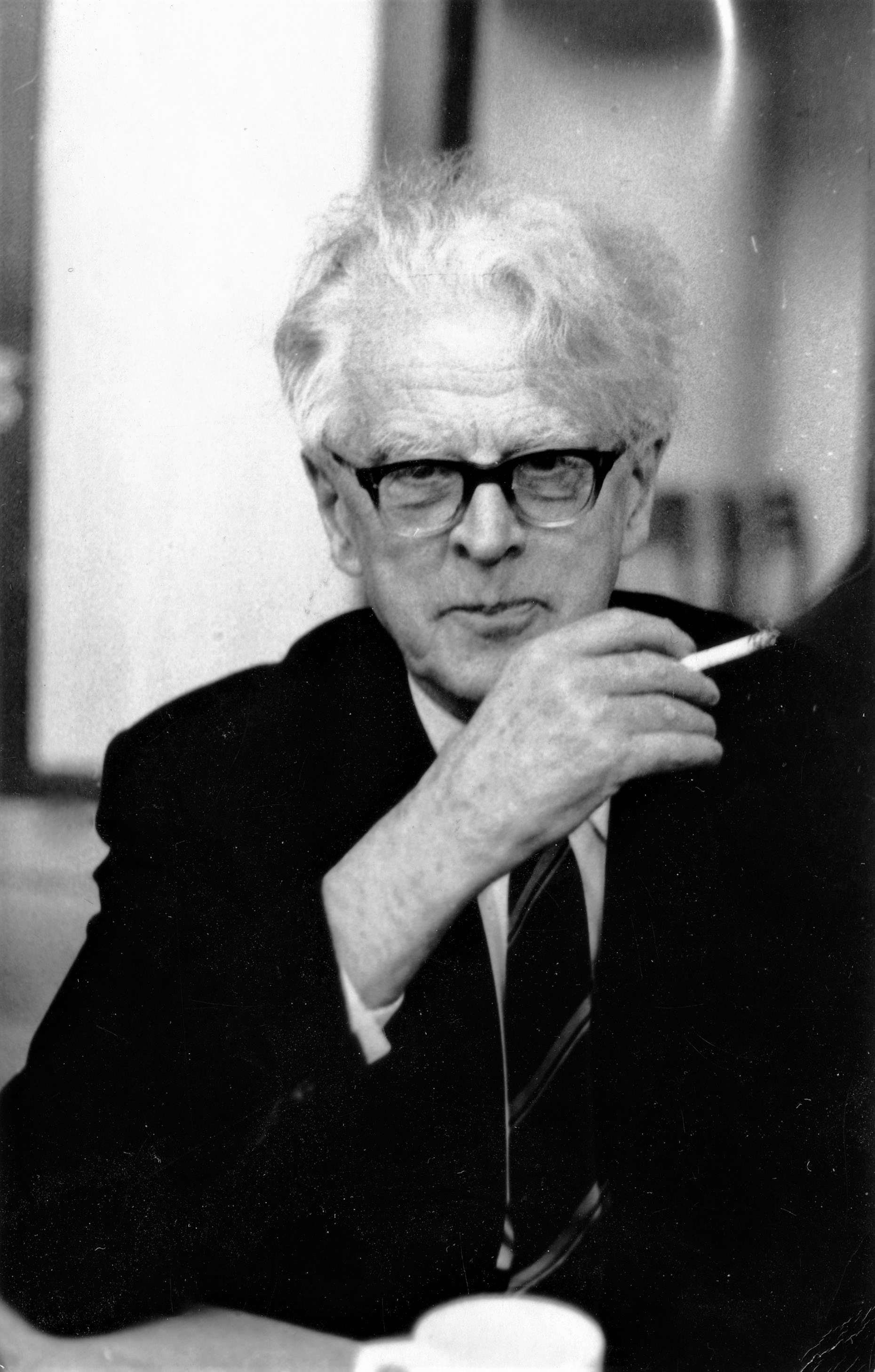
Pastor Karl Nielsen als Leiter des Jugend-Europahauses (1967)

Über einen kleinen Flur gelangte man zuerst zu einem Spielzimmer, dann zu dem in dieses Gebäudeteil verlegte Büro. Auch die Küche wurde hier neu eingerichtet und ein Zugang zum Saal geschaffen. Das Obergeschoss des Anbaus bot Gästezimmer, wenn auch die Sanitäranlagen weiterhin nur im Keller waren. Hier gab es auch zwei weitere Gruppenräume, einer davon wurde seit den frühen 60er Jahren als Fotolabor genutzt.

## Organisation des Hauses

### Leitung
Gründungsmitglied und Karl Nielsens Stellvertreterin war in allen Jahren des Bestehens des Jugend-Europahauses die Sozialpädagogin Inge Iwan. Sie war Nielsens „rechte Hand“ und unterhielt die Kontakte zu den Hamburger Behörden.

### Trägerverein
Mit Hilfe von Rudolf Sieverts, Juraprofessor an der Universität Hamburg und später deren Rektor, gründete Karl Nielsen am 21. Juli 1950 den Trägerverein „Jugend-Europahaus e. V.“. Rudolf Sieverts, die Sekretärin von Heinrich Carstens, Karen Fich, und vier weitere Vorstandsmitglieder beantragten beim Amtsgericht Hamburg die Aufnahme ins Vereinsregister, die am 28. Juli 1950 erfolgte (Vereinsregister, Abteilung 60, Aktenzeichen: 69 AR 729/50).

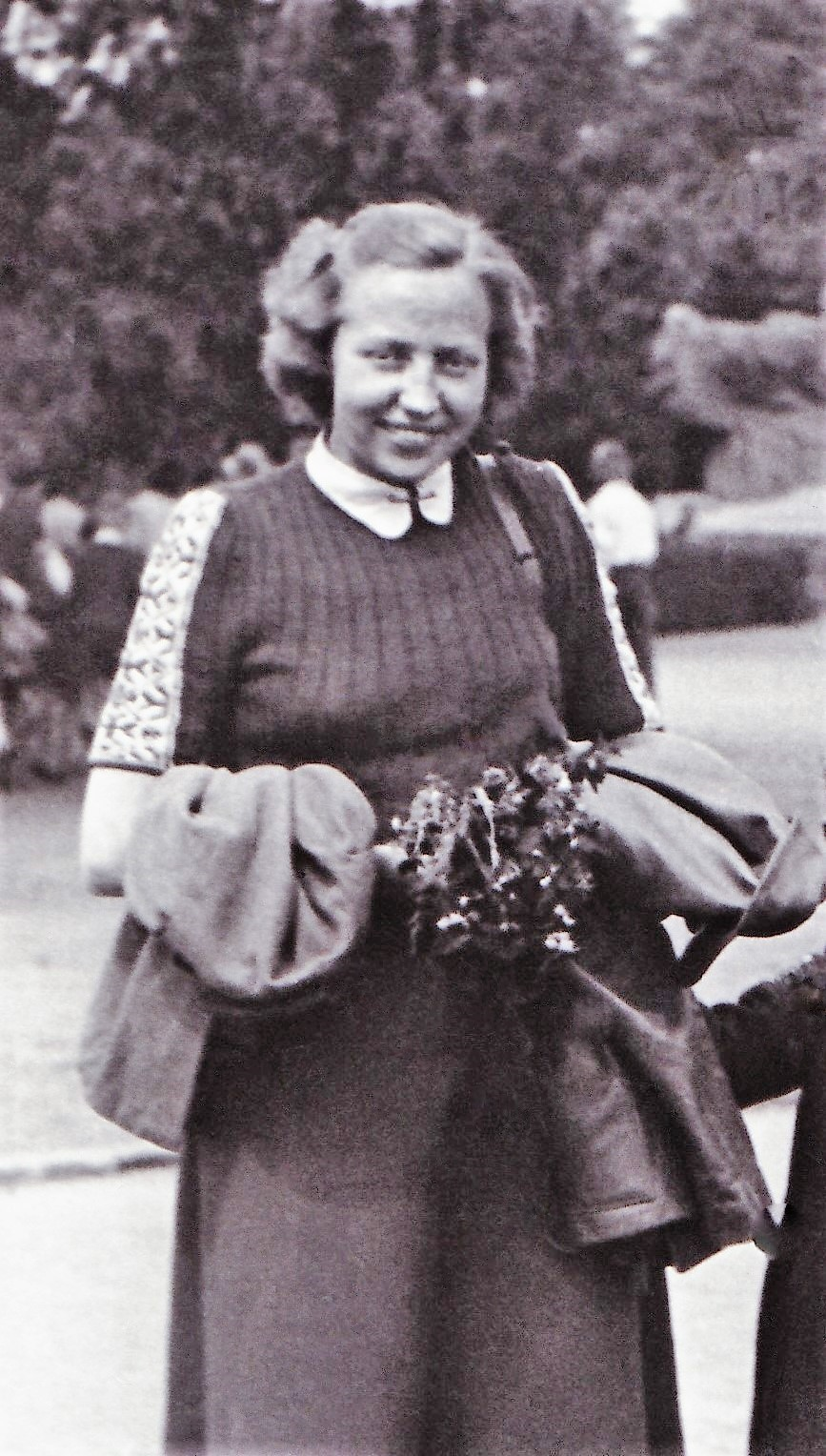
Inge Iwan, Stellvertretende Leiterin (1950)

Gründungsmitglieder des Trägervereins waren Karl Nielsen von Mellemfolkeligt Samvirke in Kopenhagen und die späteren Vorstandsmitglieder Walther Merck vom Erziehungswissenschaftlichen Institut der Universität Hamburg, F. Zeuthen von der Universität Kopenhagen, Statskonsulent (Staatlicher Fachberater) Johannes Novrup vom Ministerium für Kulturelle Angelegenheiten in Kopenhagen und, als amtlich vorgeschriebener Vertreter der Hamburger Jugendbehörde, der Amtmann Albert Karsten. Die Zusammensetzung des Vorstands beruhte auf persönlichen Bekanntschaften, Empfehlungen und von staatlicher Seite benannten Personen. Die Hamburger Jugendbehörde sicherte sich mit der Position der 2. Vorsitzenden und einem leitenden Mitarbeiter ihren politischen Einfluss. Die dänischen Vorstandsmitglieder sollten darüber wachen, dass dänische progressive Jugendpolitik nicht an Einfluss auf die inhaltliche Arbeit des Hauses verliere. Damit wurden zwei einander entgegengesetzte Linien sozialpolitischer Arbeit in der Hansestadt und in Dänemark repräsentiert, die für spätere liberale Entwicklungen in der Hamburger Jugendpolitik den Weg zu Veränderungen öffnen konnten. Sieverts wurde 1. Vorsitzender und behielt dieses Amt bis 1967 ebenso wie seine Stellvertreterin Margarethe Cornils als 2. Vorsitzende. Sie war – bis 1961 – die Erziehungsdirektorin des Mädchenheims Feuerbergstraße, einem Heim für sozial auffällig gewordene Mädchen und junge Frauen in Hamburg. Margarethe Cornils vertrat in ihrer Arbeit eine repressive sozialpädagogische und sozialpolitische Haltung gegenüber randständigen Jugendlichen. Diese Haltung entsprach der damaligen offiziellen Jugendpolitik.
Erster Schatzmeister war in den Jahren von 1950 bis 1955 der Steuerberater, Mit-Initiator des Jugend-Europahauses und Gründungsmitglied des Trägervereins, Heinrich Carstens. Er starb bereits 1955. Danach wechselten die Schatzmeister mehrfach. Von 1961 bis 1967 hatte Albert Karsten dieses Amt inne. Als Schriftführerin fungierte Carstens Sekretärin, Karen Fich, dänische Staatsbürgerin und Jura-Examenskandidatin.

### Kuratorium

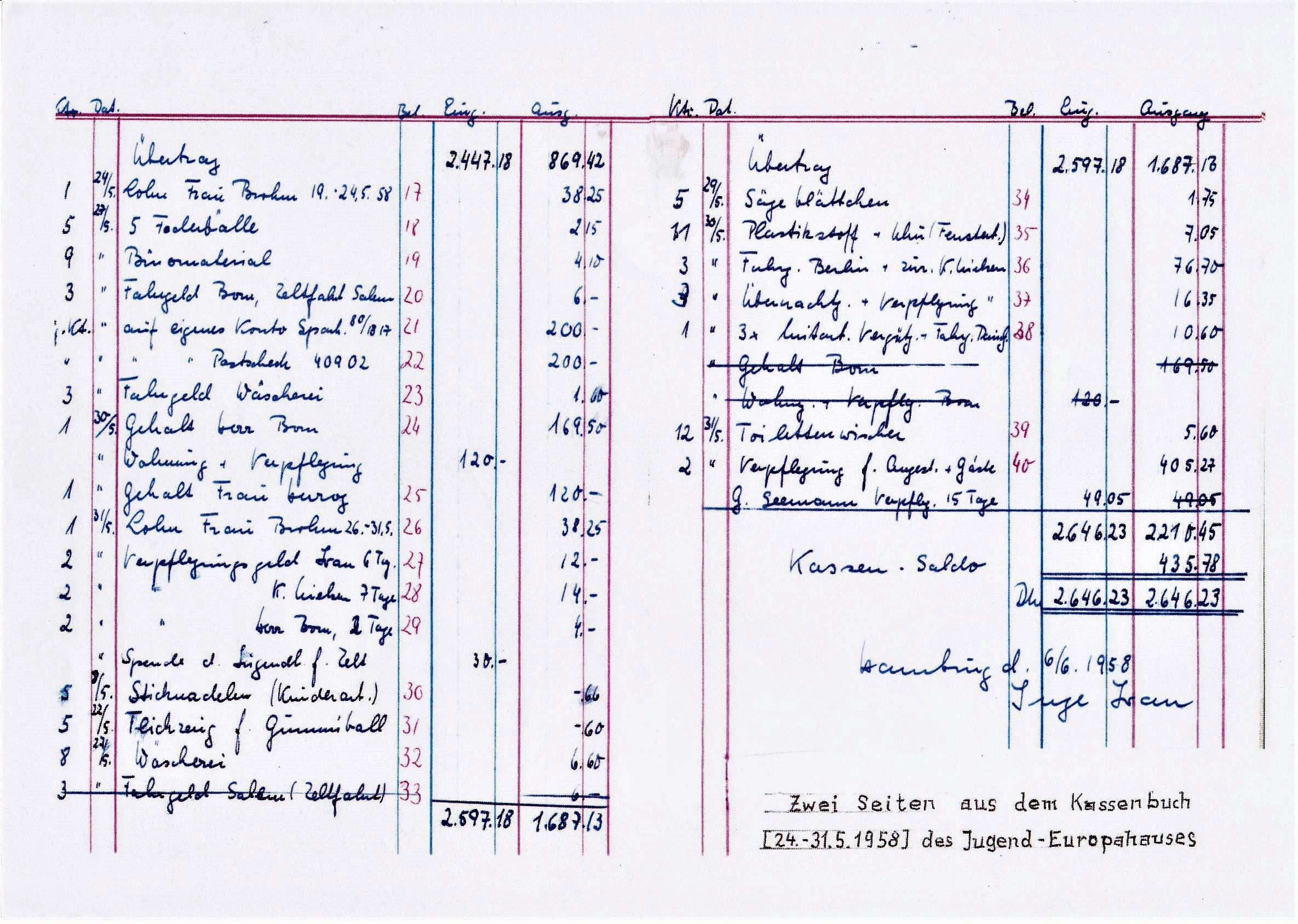
Jugend-Europahaus. Doppelseite des Kassenbuchs für die „kleinen Haushaltsmittel“ (1958)

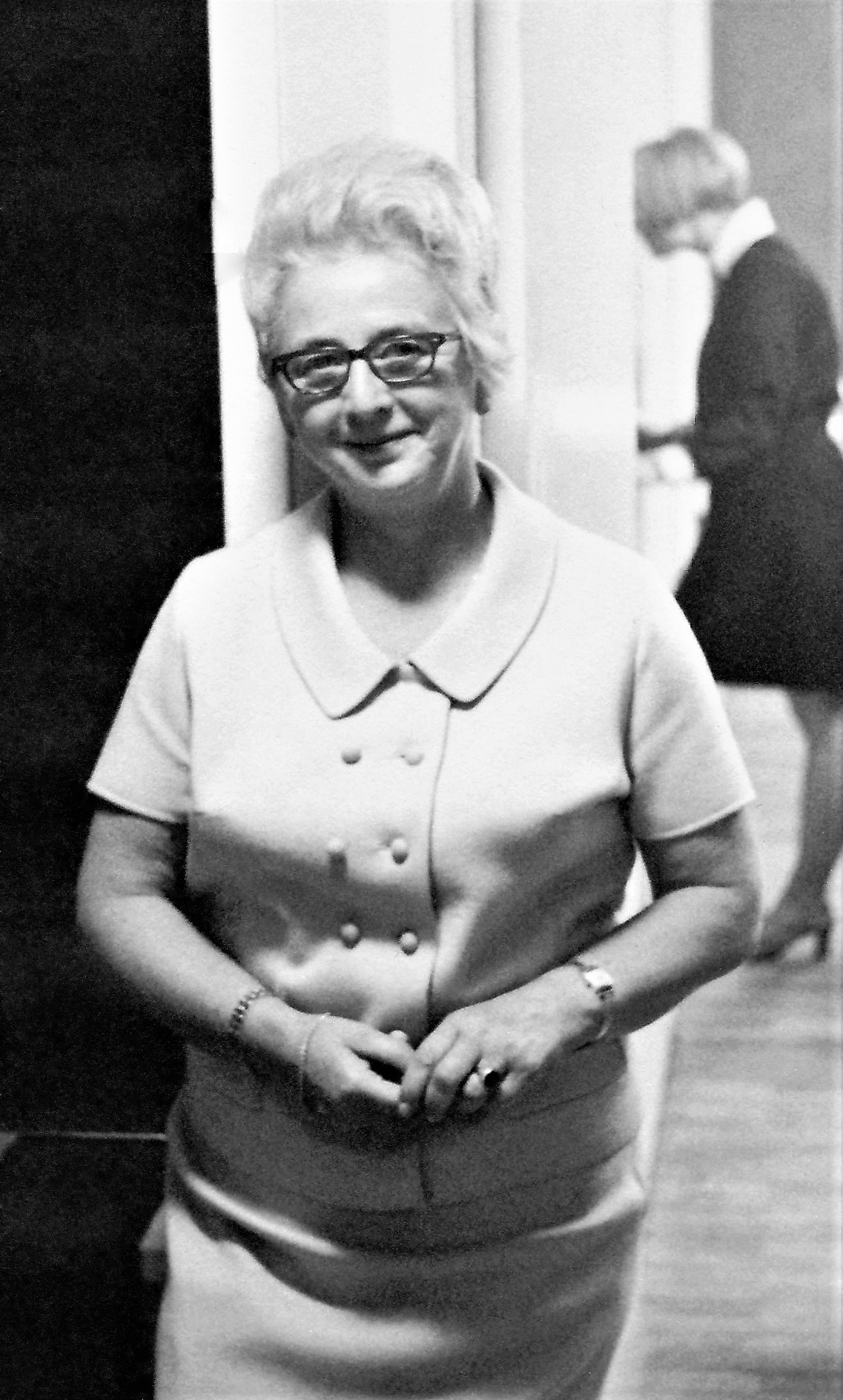
Edith Dickert, Sekretärin und Buchhalterin des Jugend-Europahauses (1968)

Das Kuratorium bestand aus drei Deutschen und drei Dänen sowie einer Person eines anderen europäischen Landes und war von Anfang an mit namhaften Personen besetzt. Es waren über längere Jahre: H. M. Hansen, Physik-Professor der Universität Kopenhagen, Knud Ejler Løgstrup, Professor der Universität Århus, Walther Merck, Heinz Stolte, Professor an der Universität Hamburg, Walter Tormin, später Leiter der Landeszentrale für politische Bildung Hamburg und Alfred Grosser aus Paris, der aber nur aus der Ferne beratend wirkte. Aufgabe des Kuratoriums war es, die Leitung des Hauses in der pädagogischen und vor allem der fachlichen Arbeit bei der Organisation der Tagungen und der Auswahl der Referenten zu beraten und Empfehlungen auszusprechen und mit ihren Namen und Funktionen das gesellschaftliche Gewicht des Jugend-Europahauses zu untermauern.

### Personal
Anfänglich gab es nur einen Hausmeister, der alle technischen Aufgaben erledigte und sich auch um das Grundstück kümmerte. Hinzu kam eine Wirtschafterin, die auch für das Essen sorgte. Später wurden vor allem Frauen eingestellt, die die Reinigungsarbeiten erledigten. Das Personal wurde nur bescheiden entlohnt, die Arbeitskräfte wechselten folglich häufig. Mehr als zehn Jahre vergingen, bis die Verwaltungsarbeit mitsamt der Buchhaltung von einer dafür qualifizierten Fachfrau übernommen wurde. Auch die pädagogischen Mitarbeiter wechselten häufig. Allein zwischen 1963 und 1967 waren vier Jugendleiter im Haus tätig. Waren es bis in die zweite Hälfte der 1950er Jahre Hausfrauen und Mütter, die die Betreuung der Kinder und Jugendlichen ehrenamtlich sicherten, waren es danach in den 1960er Jahren häufiger wechselnde Fachkräfte.

### Finanzierung
Die Kosten für den Aufbau des Hauses wollten sich die dänische und die deutsche Seite teilen. Der Materialwert des Hauses wurde mit 12.000 DM beziffert und als Spende aus Norwegen verbucht. 10.000 DM wurden durch Bargeld-Spenden aufgebracht, weitere 10.000 DM zahlte die Stadt Hamburg und Mellemfolkeligt Samvirke sollte laut Vereinbarung einen ähnlichen Betrag leisten, aber „Aufbau und Einrichtung wurden schließlich bedeutend teurer und MS musste die Mehrkosten allein tragen“. Der Wert der Aufbauarbeit, die von einer Gruppe freiwilliger Helfer geleistet wurde, blieb bei den Entstehungskosten unberücksichtigt. Der Aufbau des Hauses kostete schließlich deutlich mehr als 45.000 DM. Den Erweiterungsbau von 1958/59 finanzierte das Bundesfamilienministerium.
Die laufenden Kosten für den Betrieb des Hauses und die pädagogische Arbeit wurden durch jährliche Zuwendungen des dänischen Ministeriums für Kulturelle Angelegenheiten, durch Zuwendungen des Bundesfamilienministeriums sowie durch Finanzmittel der Freien und Hansestadt Hamburg finanziert. Die Gehälter des Leiters und dänischer Mitarbeiter wurden aus dänischen Mitteln bezahlt, die Kosten für die Ausstattung, den Erhalt des Hauses und des weiteren Personals übernahm die Jugendbehörde in Hamburg. Der Trägerverein brachte stets nur sehr geringe Beträge in den Haushalt ein. Dieser Mangel konnte nie behoben werden und widersprach der angestrebten finanziellen Unabhängigkeit.
Die stets zu knappen „kleinen Haushaltsmittel“ für den Betrieb des Hauses verwaltete anfangs die stellvertretende Leiterin Inge Iwan. Ab 1961 übernahm die Buchhalterin Frau Edith Dickert die Kassenführung und die Verwaltungsarbeit.

## Arbeit

### Pädagogische Arbeit

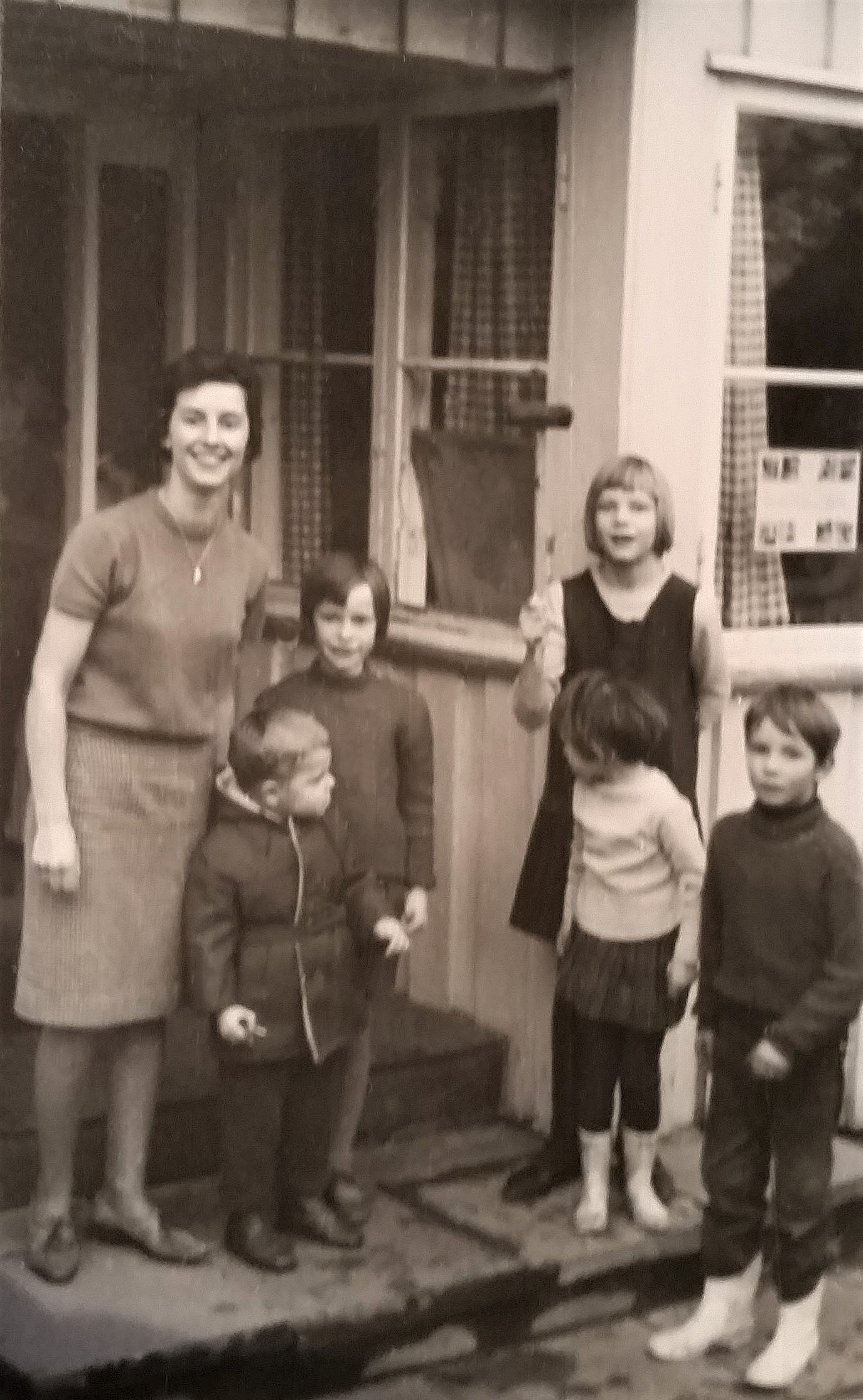
Jugend-Europahaus Kindergärtnerin Frau Steen mit kleinem Sohn und Kindern 1964

Durch erfolgreiche Arbeit eines von Nielsen organisierten kleinen Teams von Pädagogen unter der Leitung von Inge Iwan und vielen wechselnden Helfern und freien Mitarbeitern gelang es, vielen entwurzelten Jugendlichen im kriegszerstörten Hamburg einen Zufluchtsort und ein neues Stück Heimat zu geben. Grundprinzip der Arbeit war, bei einer äußerst spartanischen materiellen Ausstattung (besonders in den Anfangsjahren), die Kinder und Jugendlichen mit ihren Wünschen und Interessen ernst zu nehmen, ihnen die Chance zu geben, diese Interessen zu verwirklichen und ihnen Teilhabe an der inneren Gestaltung des Hauses zu ermöglichen.
Ab 1957 übernahm mit Frau Herzog, eine gelernte Kindergärtnerin, die Leitung der Kinderbetreuung am Nachmittag. Sie wurde 1961 durch Frau Dimmel abgelöst und diese wiederum 1965 durch Frau Steen. Erst seit 1963 wurde ein(e) Jugendleiter(in) beschäftigt: zunächst Frau Sellnow, dann Herr Brahms und ab April 1965 Herr Schuster. 1967 übernahm diese Aufgabe wiederum für kurze Zeit Inge Iwan. Bereits seit 1961 war Poul Kjær als pädagogischer Mitarbeiter insbesondere in der Jugendarbeit tätig.
Vor allem in den ersten zehn Jahren kamen vormittags die Vier- und Fünfjährigen, um zu spielen und zu basteln und um etwas Vorbereitung auf die Schule zu bekommen.
Nachmittags kamen dann – bis etwa 17:00 Uhr – die Schulkinder, um Hausaufgaben zu machen und zu spielen, zu lesen, ebenfalls zu basteln und um Abstand zu bekommen von den lange Zeit noch äußerst ungemütlichen Wohnverhältnissen. Danach war dann, bis etwa 22:00 Uhr, „Klubzeit“ für die Jugendlichen. Denen stand besonders anfangs der Sinn weniger nach Betreuung als nach einem warmen Ort statt der Straße, nach Entspannung, Unterhaltung, Musik hören und Gespräch. Interessengruppen entstanden etwa ab 1953. Karl Nielsen selbst engagierte sich in der Arbeit mit den Kindern kaum, mit Jugendlichen konnte er einen intellektuellen Umgang pflegen. Für Probleme der Jugendlichen und für Konflikte hatte er stets ein offenes Ohr. Sein Hauptaugenmerk lag aber auf den Gesprächskreisen für Jugendliche und auf den (Wochenend-)Tagungen für Erwachsene. „Karl Nielsen kümmerte sich also um die kulturelle Arbeit. Er hielt Studienkreise für kleinere Gruppen von Jugendlichen ab über so höchst unterschiedliche Themen wie ‚Jesus von Nazareth‘, ‚Politische Erziehung‘, ‚Indien‘, ‚Anthroposophie‘ und ‚Die Vergnügungen der Jugend – die Kümmernis der Eltern‘. Die Wahl der Themen scheint nicht immer dem erklärten Zweck des Hauses entsprochen zu haben.“

„Die Förderung der politischen Bildung der jungen Deutschen war auch zu Karl Nielsens Zeit als Leiter des Jugend-Europahauses ein wesentlicher Gesichtspunkt bei den Zuschussgebern in der Bundesrepublik Deutschland und in Dänemark. Doch unabhängig von den Wünschen oder Vorgaben irgendwelcher staatlicher Instanzen hatte Karl Nielsen weniger die politische Mobilisierung zukünftiger freiheitlicher Demokraten als die Hinlenkung auf die konkreten Nöte der in die Konflikte der Mächte eingebundenen Menschen im Visier: Die Gewissensnöte der am sogenannten ‚Eisernen Vorhang‘ stationierten Grenzbeamten, die politische Verfolgung Andersdenkender im totalitären System, die psychischen Belastungen der durch die Teilung Deutschlands auseinander gerissenen Familien, die Verzweiflung eines Großteils der Bevölkerung, die zur Flucht aus dem kommunistischen Osten nach Westdeutschland führte.“

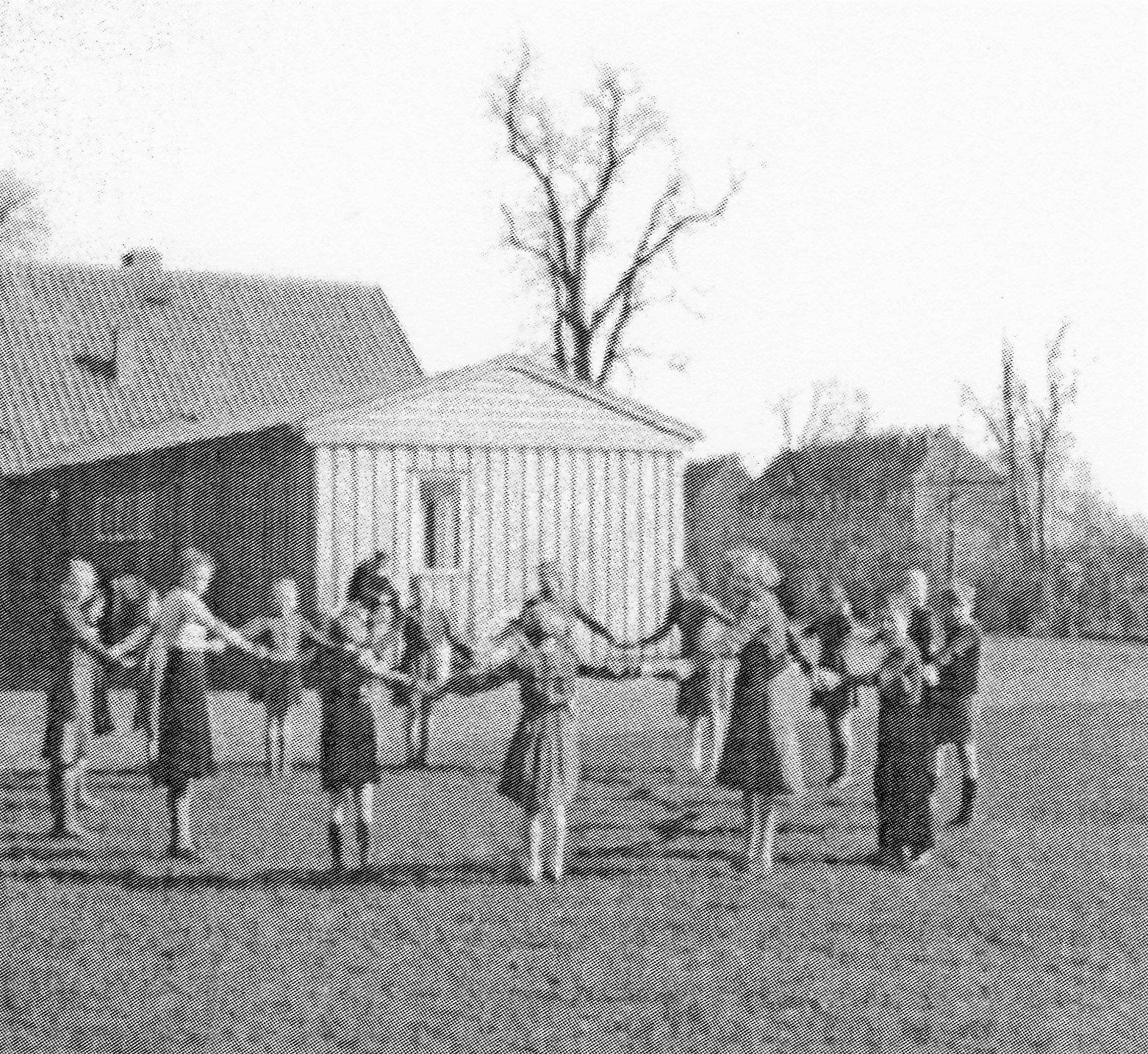
Reigenspiel vor dem Saalanbau (1954)
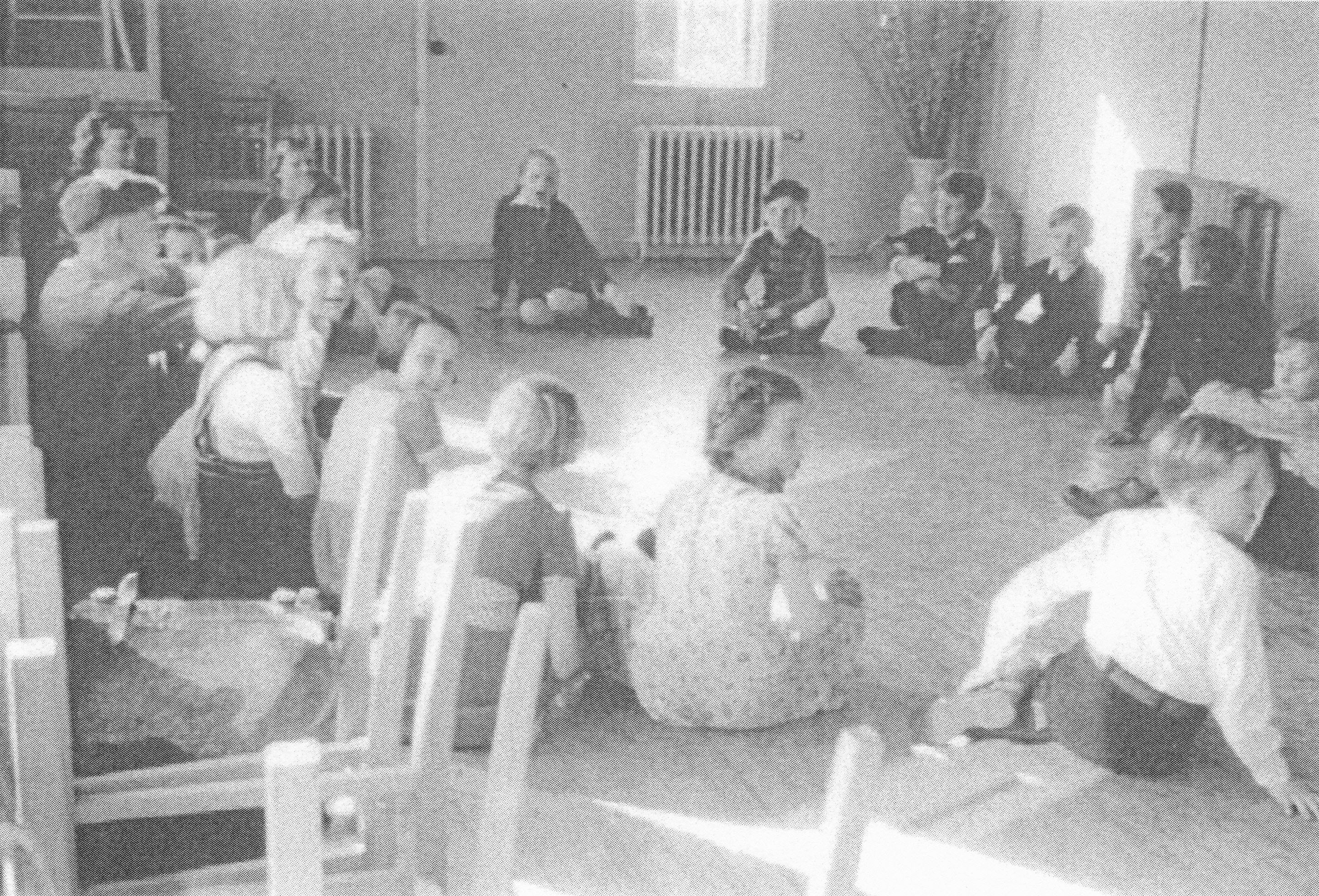
Kinderzeit im Saal
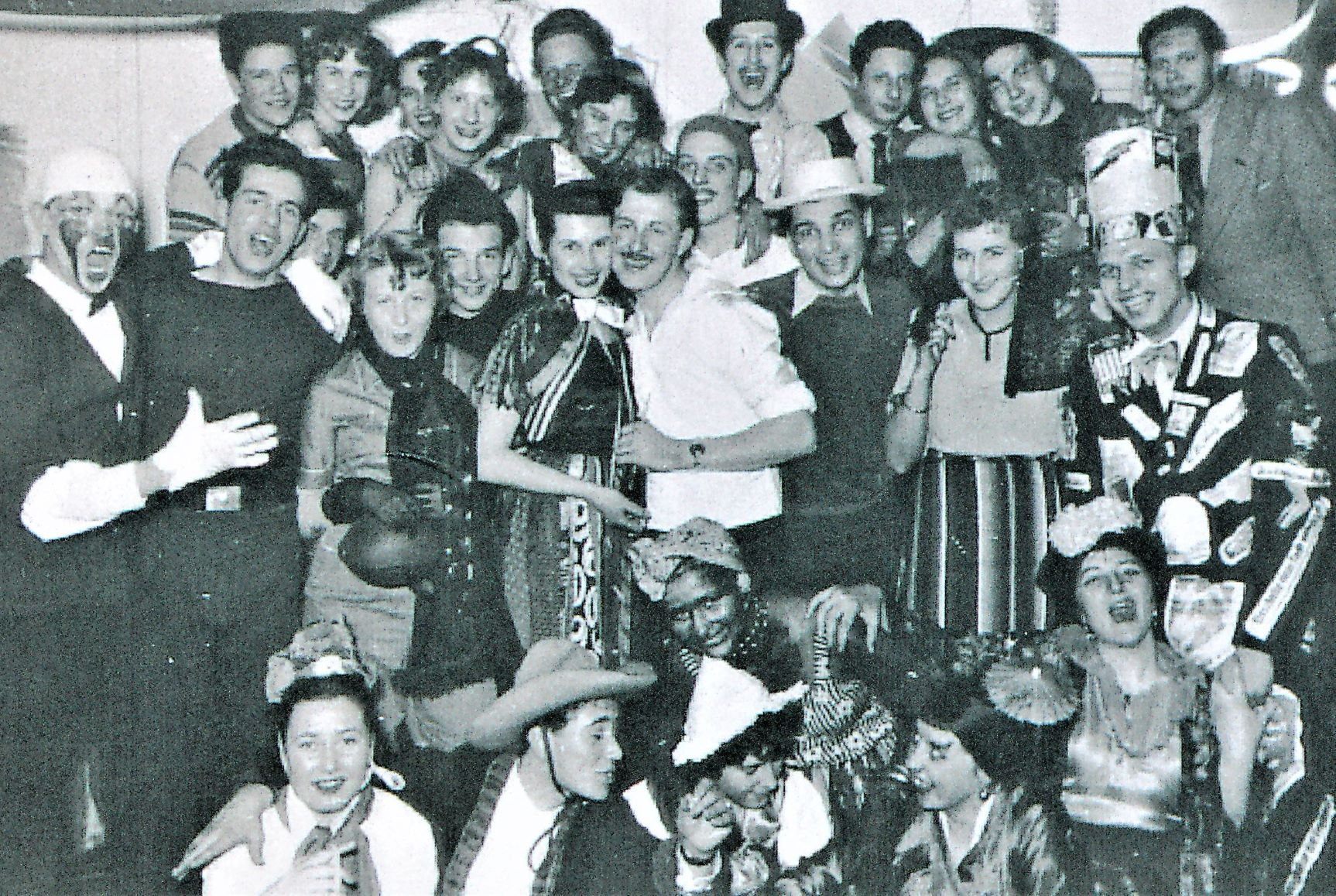
Fasching im Jugend-Europahaus (1954)
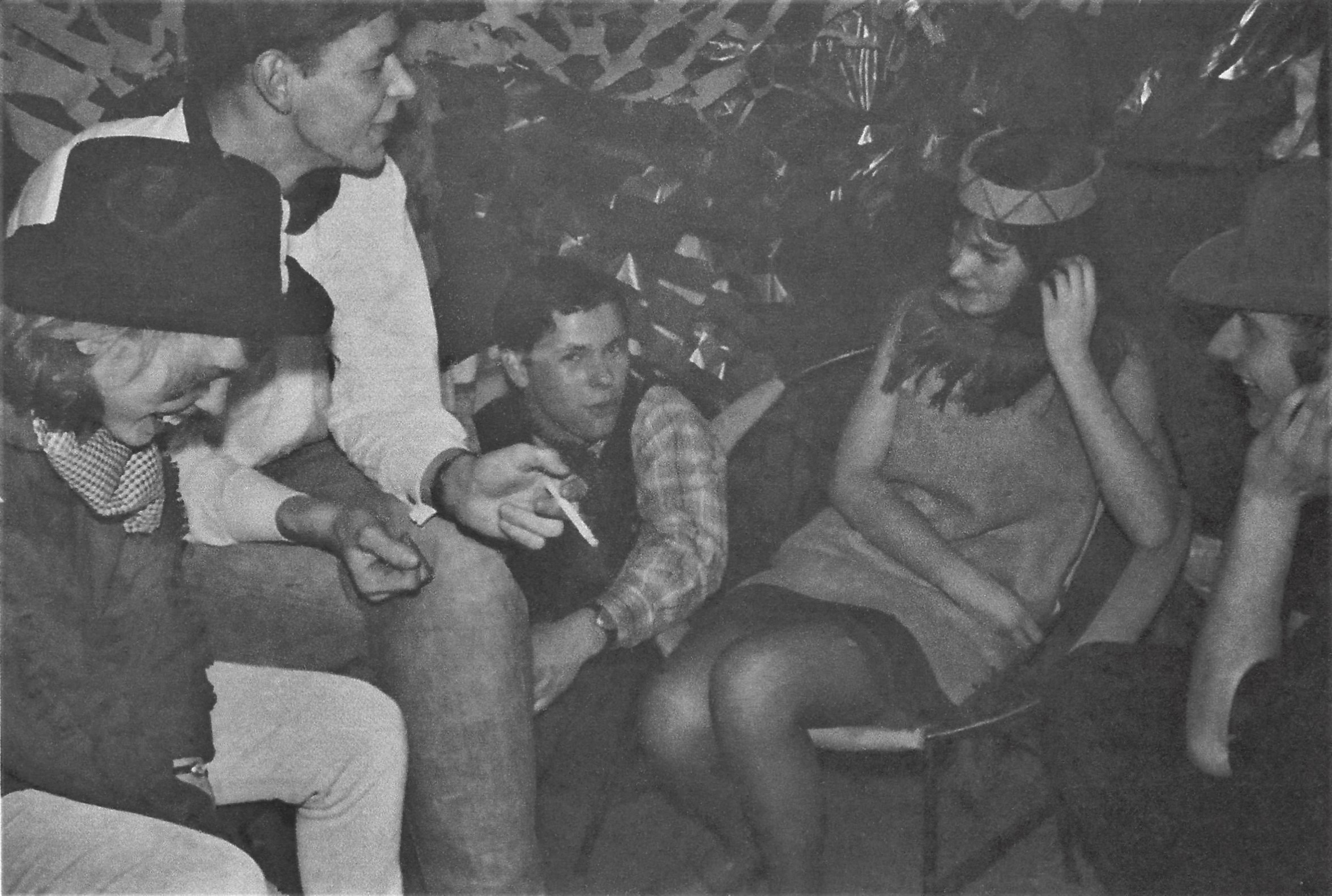
Texas-Party im Jugend-Europahaus 1964
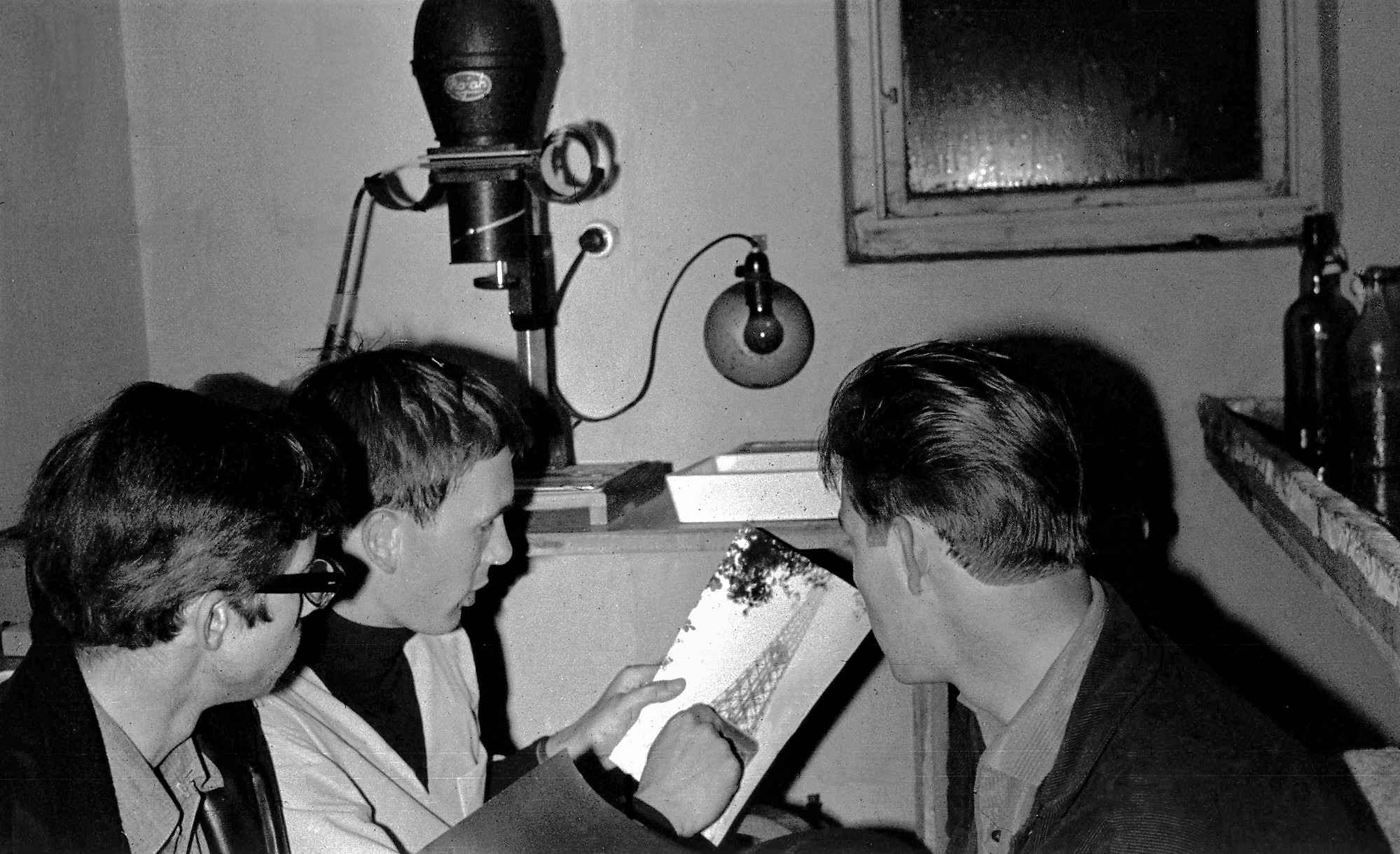
Jugendliche begutachten ihre selbst entwickelten und vergrößerten Fotos im Keller-Fotolabor im Jugend-Europahaus
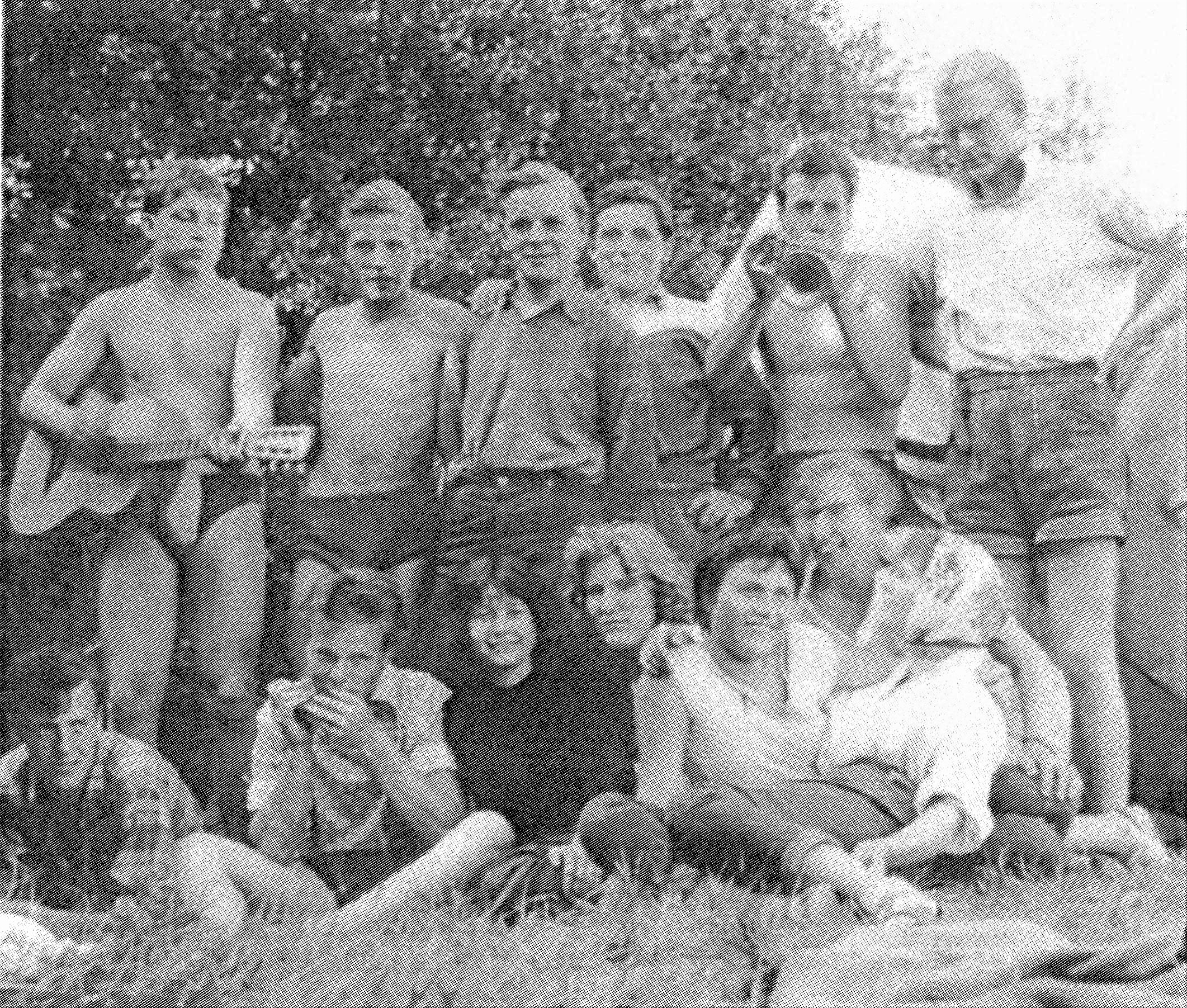
Sommer-Freizeit in Dänemark 1954 mit Karl Nielsen (rechts stehend)

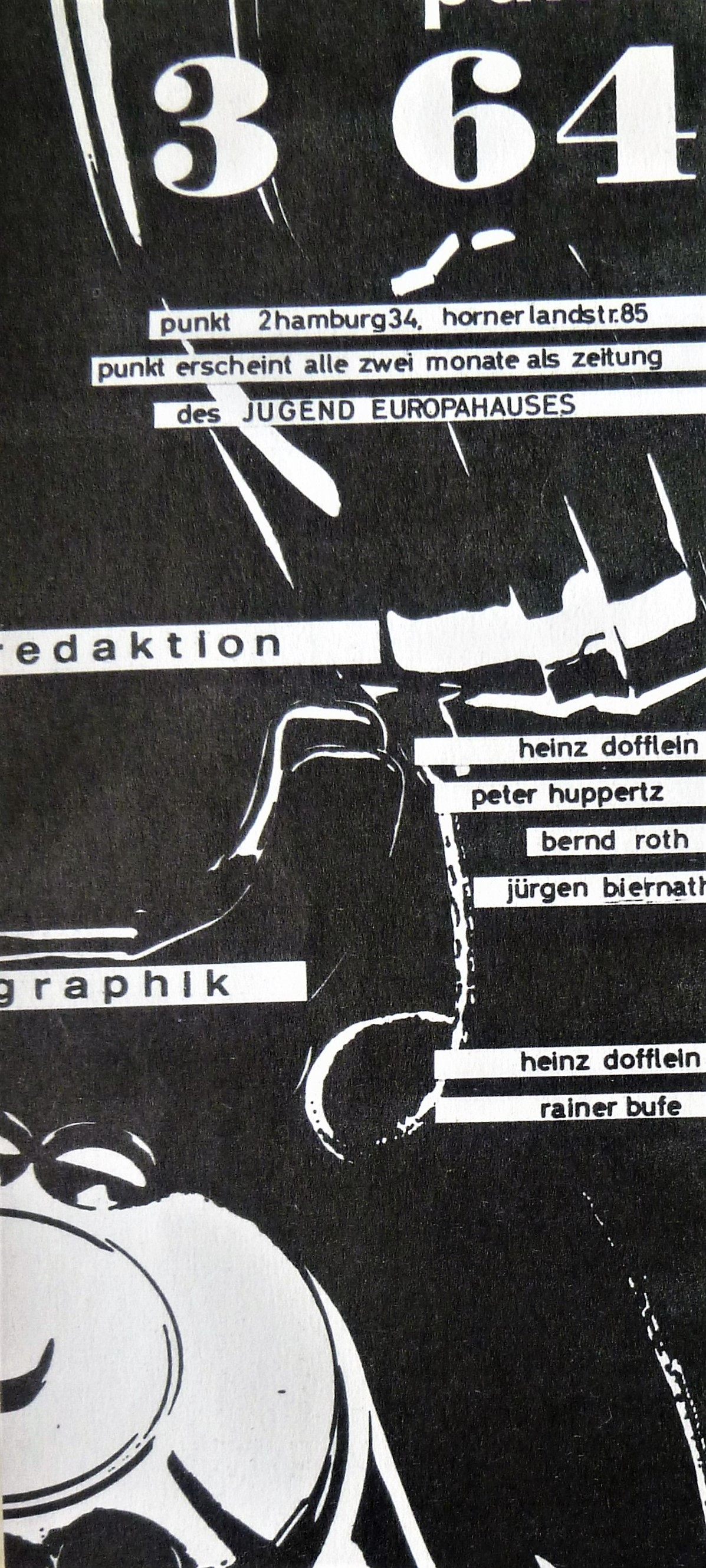
Hauszeitschrift „punkt“ Nr. 3, (1964), S. 1

Durch Vermittlung des ersten Vorsitzenden wurde die Betreuung der Kinder und Jugendlichen durch Studenten der Hamburger Universität befördert, die Interessengruppen leiteten (z. B. schon 1954 baute der spätere Verleger Klaus Rainer Röhl eine erfolgreiche Theatergruppe auf, organisierte Aufführungen und veranstaltete Lesungen). 1960 entstand die Hauszeitschrift „punkt“. Sie hatte eine wechselnde Redaktion, die aus jugendlichen Besuchern des Hauses bestand und erschien monatlich. Im Sommer 1966 wurde sie in „sense“ umbenannt und erschien dann weiter bis Ende 1967. Die Zeitschrift widmete sich jugendspezifischen, aber auch mit den Tagungen des Hauses verbundenen politischen Themen. Sie wurde grafisch modern und anspruchsvoll gestaltet von Rainer Bufe und Heinz Dofflein.
Für Musikinteressierte wurde ein Übungsraum eingerichtet. An Tanzabenden spielten . In einem kleinen Fotolabor in einem Kellerraum konnten Filme entwickelt und Bilder vergrößert werden. Die Ausstattung wurde leihweise auf unbestimmte Zeit von der Fotografin Edith Schuchert aus Hamburg-Hamm zur Verfügung gestellt, nachdem sie ihr Studio aufgegeben hatte. Das Labor und die erste Fotogruppe wurden von Ingo Strutz organisiert. Es gab einen Lesekreis, der sich mit Literatur beschäftigte und dabei vom Leiter selbst beraten wurde. Im Saal übte regelmäßig unter der Leitung von Gerd Rasquin, damals 22, eine Kunstturngruppe, aus der 1966 der erste Kinderzirkus Europas mit dem Namen „Circus Blomi“ entstand, der aber nur in Hamburg auftrat. Schon früh wurden Feste veranstaltet und die Kostüme z. B. zum Fasching von den Jugendlichen im Haus selbst hergestellt. Der Saal war der Veranstaltungsort für Feste, Tanzvergnügen mit Rock- und Beatbands und Partys. Ausflüge in die weitere ländliche Umgebung wie etwa nach Ratzeburg und Kurz-Freizeiten rundeten das Betreuungsprogramm ab. Verglichen mit anderen Jugendeinrichtungen in Hamburg waren diese Angebote eher außergewöhnlich.
Bereits Mitte der 1950er Jahre zeichnete sich ab, dass das Aufgabenspektrum angesichts erster Ermüdungserscheinungen im Wiederaufbauprozess West-Deutschlands und einer ersten geistigen Sättigung der Kriegsgeneration erweitert werden müsste. So entstand die Idee, dass 20 bis 25 deutsche und ausländische Studenten, die an der Hamburger Universität studierten, in dem Jugend-Europahaus wohnen sollten. „Natürlich müssen sie die Möglichkeit haben, an den internationalen Tagungen des Hauses teilzunehmen, aber auch an dessen Alltagsleben. Das Zusammensein mit den Kindern und Jugendlichen der Umgebung soll der akademischen Jugend […] ermöglicht werden“ – so wurden damals die Vorstellungen formuliert. Die Möglichkeit zur Umsetzung dieser Idee bot sich dann mit dem Erweiterungsbau von 1958/59.

### Tagungen

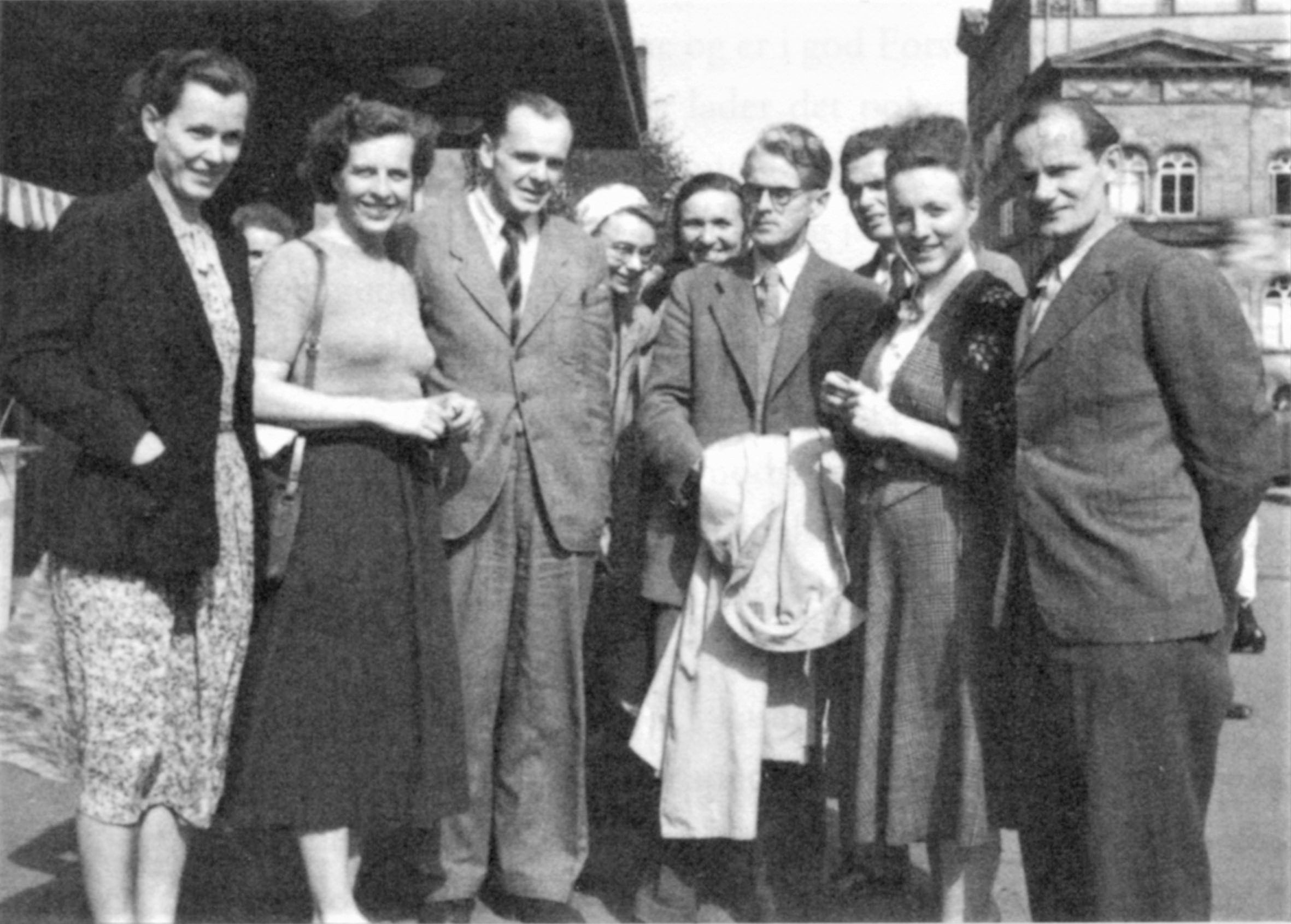
Karl Nielsen mit dänisch-deutscher Tagungsgruppe (1958)

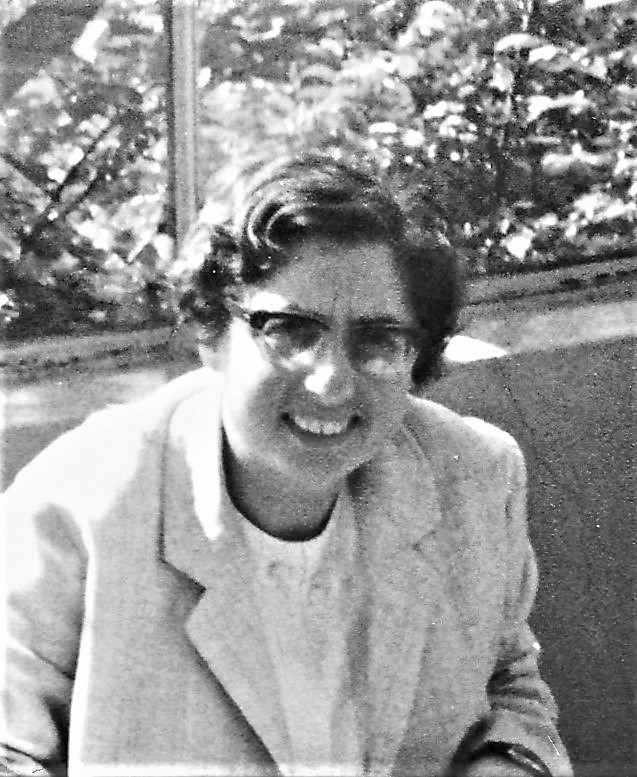
Inge Iwan (1967)

Zahlreiche Tagungen zu deutsch-dänischen Themen hatten das Ziel, gegenseitiges Verständnis zu fördern. Zu politischen und geschichtlichen, zu philosophischen, theologischen, sozialen, medizinischen und gesundheitspolitischen Fragen brachten sie Deutsche aus der Kriegsgeneration und junge deutsche Heranwachsende mit Dänen, Schweden und Westeuropäern zusammen und in einen lehrreichen und lebendigen Meinungsaustausch. Platz gab es für 30–40 Teilnehmer, eine Zahl, die auch Gruppengespräche möglich machte. Grundlage für die Themenauswahl war die Erfahrung, „dass das Bedürfnis für Gespräche unter den heutigen Europäern sehr groß ist. Und weiter haben unsere vielen ,Wohnzimmergespräche' gezeigt, dass in unserem vom Kriege misshandelten Europa noch ein großes Maß an ethischer Kraft vorhanden ist, dass aber eine auffallende Unklarheit herrscht, sobald es um eine vorurteilsfreie Würdigung der Vergangenheit oder Gegenwart geht. […] Wir bekamen manches Mal den Eindruck, dass unsere Generation sowohl die Fähigkeit als auch den Willen zur Objektivität verloren hat.“
Die Wahl der Themen war abhängig von den Referenten, die Karl Nielsen gewinnen konnte. Sie wirkte von außen oder im Nachhinein gesehen eher willkürlich und „etwas weltfremd“. Tagungsthemen vor allem aus den 50er Jahren waren zum Beispiel:
- „Die undemokratische Presse der Demokratie“
- „Die Macht der Kirche und die Ohnmacht des Christentums“
- „Deutschland – die neutrale Mitte oder die Ost-Bastion der westlichen Welt?“
- „Grenzkampf oder Grenzarbeit?“
- „Frankreich und Deutschland von heute“
- „Die Volksschule – Zweckeinrichtung des Staates oder die Schule des Kindes?“
- „Situation der Jugend – woher und wohin?“
- „Nachbarschaft zwischen Dänemark und Deutschland früher und heute“
- „Schule und Menschen im technischen Zeitalter“
- „Technologie und Theologie“
- „Juden und Nicht-Juden“
- „Der Kalte Krieg“
- „Afrikas Traditionen in heutigem Licht“
- „Europas vereinigte Staaten“
- „Die geistige Situation in Dänemark nach 1864 und 1945“
- „Die freie Welt“.[6]

Insbesondere die Tagungen zu politischen Themen hatten seit Anfang der 1960er Jahre eine große Nachfrage. So präsentierte Gösta von Uexküll Thesen zu Umweltpolitik und Friedensforschung; Fritz Fischer, Autor von Griff nach der Weltmacht, nahm zur so genannten Fischer-Kontroverse über die deutsche Kriegsschuld am Ersten Weltkrieg Stellung und erntete sehr kontroverse Redebeiträge. Das Thema „Verbrechen des Nationalsozialismus und deutsche Kriegsschuld am Zweiten Weltkrieg“ musste lange Zeit auf eine Diskussion warten, bis 1964 der Widerstandskämpfer, Alt-Kommunist und Mitglied des Verbands ehemaliger politischer Häftlinge in Hamburg, Franz Ahrens, das Auditorium mit bebilderten Publikationen zum systematischen Mord an den Juden konfrontierte. Damit weckte er nur bei einem Teil der Zuhörer, vor allem bei den Jüngeren, Interesse. Andere Teilnehmer taten seinen Beitrag entweder als kommunistische Propaganda ab oder hielten die Publikationen für Fälschungen und verweigerten die Auseinandersetzung damit. Walter Tormin, der spätere Leiter der Landeszentrale für politische Bildung in Hamburg präsentierte 1964 Thesen zu den Ursachen des Nationalsozialismus, was ebenfalls auf reges Interesse stieß. Zu diesem Zeitpunkt, fast 20 Jahre nach Kriegsende, war die Bereitschaft, sich mit diesem Thema auseinanderzusetzen, deutlich gewachsen. Als 1961 die Deutsche Friedens-Union gegründet wurde, war dies auf einer Tagung zum Verhältnis BRD–DDR ein zentraler Diskussionspunkt, der auch auf mehreren Folgetagungen und in den Tagungsdebatten um 1967 über die Neugründung einer kommunistischen Partei (DKP) erneut behandelt wurde.
Eine besondere Rolle in der Tagungsarbeit der 1960er Jahre spielte Heinz Stolte, Professor für Literaturwissenschaft an der Hamburger Universität und Kuratoriumsmitglied seit 1961. Er engagierte sich besonders für die Begegnung junger Skandinavier mit jungen deutschen Studenten und stellte dabei den europäischen Einigungs- und Verstehensgedanken in den Vordergrund. Einige seiner Tagungsthemen waren: „Vor dem Nichts – Zur Lage der deutschen Literatur 1945“ (1961), „Die Propaganda des Kalten Krieges oder die kategoriale Anästhesie“ (1963), „Das Bild des Menschen in der deutschen Literatur der Gegenwart“ (1964) oder „Die neue deutsche Literatur“ (1967). „Hauptanliegen war ihm aber dort, den jungen Menschen aus den skandinavischen Ländern zu helfen, die modernen Deutschen besser zu verstehen, was angesichts der wahnwitzigen jüngsten deutschen Geschichte nicht gerade leicht war.“
Der Ablauf der Tagungen, die in der Regel eintägig an Samstagen stattfanden, war stets gleich. Da der Samstag noch ein normaler Arbeitstag war, begannen sie um 15 Uhr mit einer kurzen Einführung und der Vorstellung des oder der Referenten. Dann folgte ein Einstiegsreferat von etwa einer Dreiviertelstunde, im Fall mehrerer Referenten mit deren Thesen-Präsentation. Pünktlich um 16 Uhr gab es eine Erfrischung und ein paar Kekse. Danach fasste Nielsen in einigen Leitsätzen für die Diskussion die Referatsthesen zusammen und gab die Diskussion frei, die er auch weiter moderierte. Die Tagungen endeten zumeist um 19 Uhr – oft setzten sich die Gespräche, jahreszeitlich unterschiedlich lange, ohne Moderation bis in den Abend und oft auch auf dem Heimweg fort. Bei zweitägigen Tagungen, die es erst ab Ende der 50er Jahre gab, wurde versucht, auswärtige Teilnehmer bei Vereinsmitgliedern unterzubringen, was auch meist gelang. Bei diesen Tagungen wurden dann am ersten Tag oft Arbeitsgruppen gebildet, deren Gesprächsergebnisse am Sonntagmittag referiert und weiter diskutiert wurden. Diese Tagungen endeten dann um 16 Uhr.

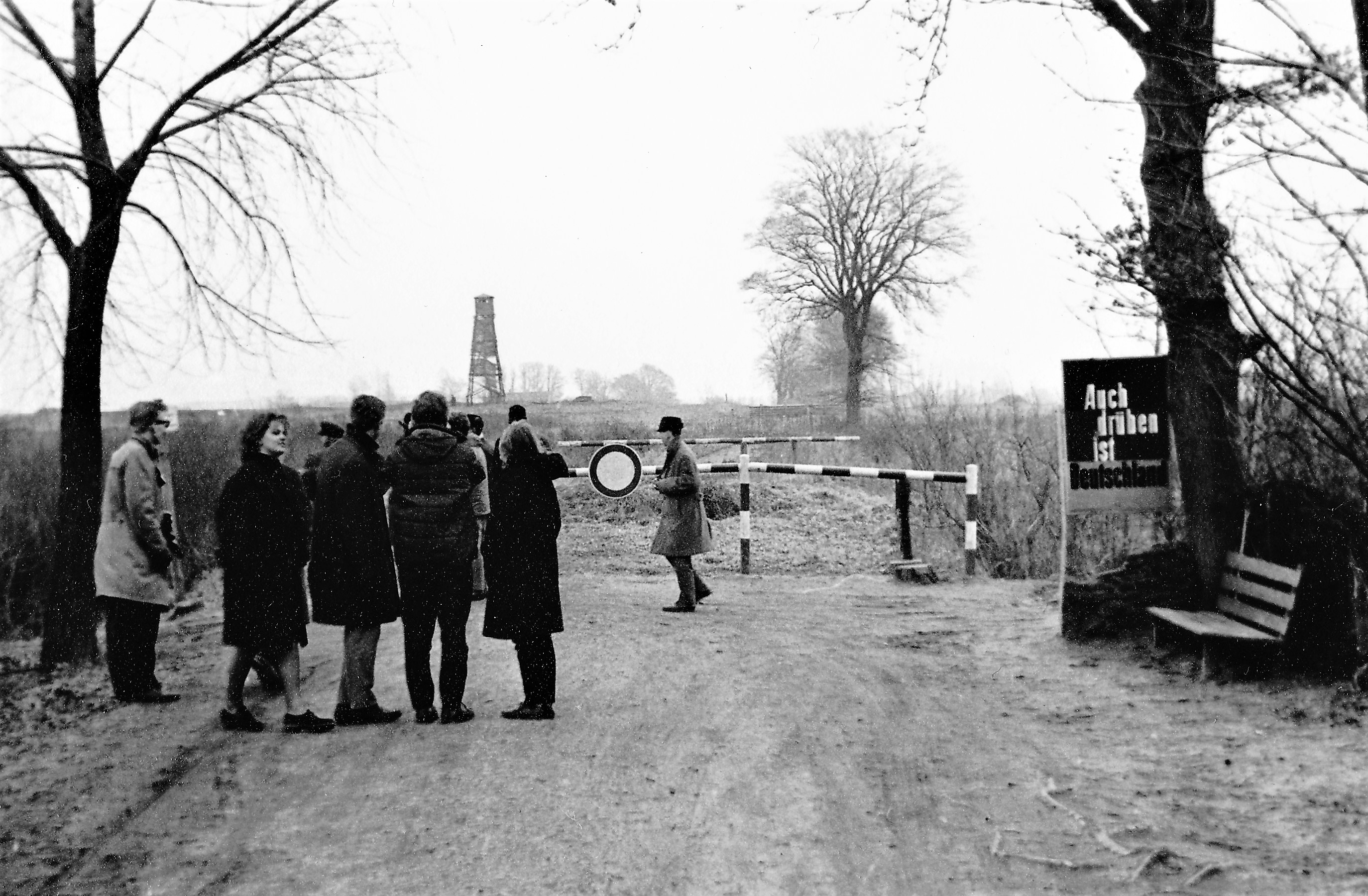
Schwedische Besuchergruppe an der „Zonengrenze“ 1964

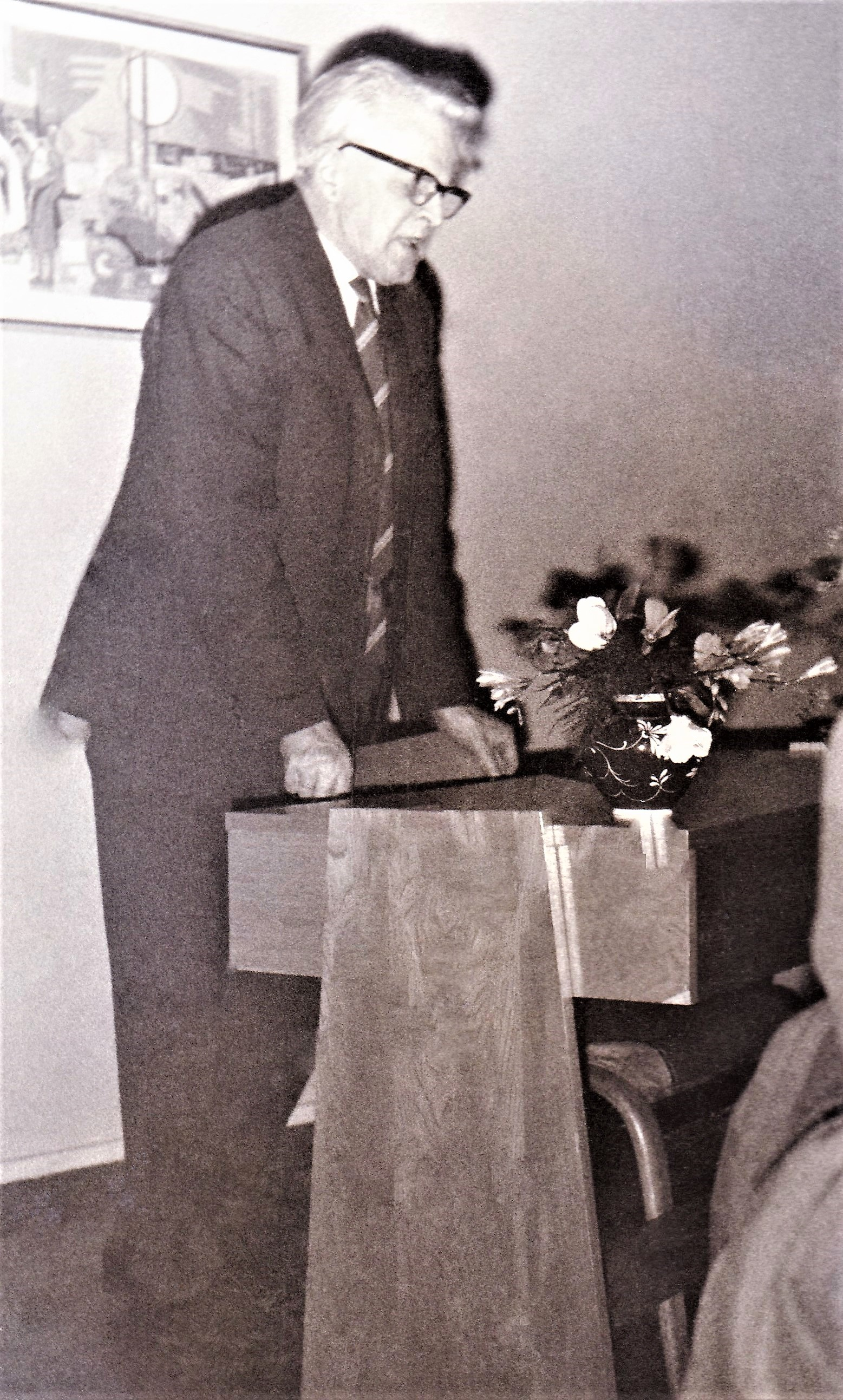
Karl Nielsens letzte Tagung im Jugend-Europahaus 1967

Nielsens methodisch-didaktisches Prinzip war das Lehrgespräch. Es entsprach dem pädagogischen Konzept Grundtvigs und vor allem Kolds. So hatte es Nielsen selbst ganz praktisch im Hausunterricht in seiner Jugend kennengelernt: Das lebendige Wort zwischen Lehrer und Schüler ersetzt das Dozieren des Lehrers und Auswendiglernen des Stoffs durch die Schüler. Die Lehrer lernen aus den Fragen der Schüler, diese aus ihren eigenen Fragen und aus den Antworten der Lehrer. „Das Gespräch spielte eine wichtige Rolle bei den Begegnungen und Karl Nielsen war gut darin, einen konstruktiven Gedankenaustausch in Gang zu bringen.“ Ein weiteres Grundprinzip war, Anderes gelten zu lassen, ohne zu verurteilen. Jede und jeder durfte in der Tagung ihre oder seine Meinung zu einem Thema oder auch nur zu einem Aspekt vortragen. Als Voraussetzung dafür galt, bereit zu sein, sich die Meinung anderer anzuhören und abzuwägen, wo man ihr oder ihm folgen könne und wo nicht und schließlich die eigene Meinung gegebenenfalls auch zu revidieren. Jeder Versuch, anderen die eigene Meinung aufzwingen zu wollen, wurde von Nielsen konsequent unterbunden. So blieben die Diskussionen lebhaft und fruchtbar, trotz einer oft angespannten, aber doch herzlichen Atmosphäre. Für viele deutsche Tagungsteilnehmer waren diese offenen Diskussionen etwas Neues, an das sie sich vor allem in den ersten Jahren nach der Indoktrination aus der Zeit des Nationalsozialismus erst gewöhnen mussten.

### Weitere Aktivitäten
Dänischkurse, Studienreisen, Freizeiten und Jugendaustausch (bereits ab 1953 und sogar mit Kindern von den Färöern) förderten die Annäherung zwischen Dänen und Deutschen in einer Zeit, in der die Leiden der Dänen durch die deutsche Besatzung im Zweiten Weltkrieg noch lange nicht aufgearbeitet oder vergessen waren. Das Haus wurde rasch zu einem Anziehungspunkt für offen denkende, freigeistige und fortschrittlich gesinnte Menschen, wie etwa die ehemalige Widerstandskämpferin und Kosmopolitin Lisa Niebank (1913–1980), eine Lehrerin aus einer nahe gelegenen Schule, die 1960 die erste Klassenfahrt einer Hamburger Schulklasse nach Århus und auf die Halbinsel Mols organisierte.